# Batalla del bosque de Teutoburgo
La batalla del bosque de Teutoburgo o de la selva de Teutoburgo, también llamada Clades Variana, «desastre de Varo», fue un enfrentamiento armado sucedido en el bosque Teutónico, cerca de la moderna Osnabrück (Baja Sajonia, Alemania), en el año 9, entre una alianza de tribus germánicas encabezada por el caudillo Arminio, y tres legiones del Imperio romano dirigidas por Publio Quintilio Varo, legado en la región de Germania, que abarcaba desde el Rin en el oeste a más allá del Vístula en el este, y desde Escandinavia en el norte, que en esos tiempos se creía que era una isla y no una península, hasta el Danubio y el Mar Negro, siendo su parte más oriental conocida como Germania Sarmatica.
Varo y su ejército fueron llevados mediante engaños al bosque por Arminio, noble querusco que servía como auxiliar y tenía la ciudadanía romana. En dicho lugar, de complicada orografía, los romanos fueron víctimas de una emboscada donde fueron aniquiladas las legiones XVII, XVIII y XIX, seis cohortes auxiliares y tres alas de caballería. Varo terminó por suicidarse al ver todo perdido y los números de esas legiones jamás volvieron a utilizarse.
La catastrófica derrota romana fue decisiva pues, a pesar de las campañas de castigo de Tiberio y Germánico y la creación del limes en los ríos Rin y Danubio, se terminó renunciando a todo intento de conquistar los territorios al este del Rin, fijándose en su curso durante cuatrocientos años la frontera entre el Imperio y los pueblos que llamaban bárbaros.

## Antecedentes
Tras la conquista de la Galia por Julio César, los romanos ganaron una provincia con una larga frontera con los germanos, pueblos belicosos que cruzaban constantemente para saquear el territorio fronterizo. Esto produjo a la larga una serie de expediciones de castigo que llevaron a la ocupación del territorio.

### Primer gobierno de Tiberio
Después de la prematura muerte del general Nerón Claudio Druso, su hermano mayor, Tiberio Claudio Nerón, continuó las operaciones. En 8 a. C. cruzó el Rin (Rhenus) con ocho legiones y logró que todos las tribus de la zona enviaran peticiones de paz, excepto los sicambrios y suevos (posiblemente marcomanos), así que hizo deportar a 40 000 de ellos a la Galia, donde se quedaron tranquilos viviendo a orillas del Rin.
Al año siguiente fue cónsul, celebró un triunfo y tras vivir algunos disturbios en Germania, hizo construir algunos fuertes (como Oberaden y Aliso) hasta el Weser (Visurgis). Tiberio fue a un “exilio voluntario” en 6 a. C., siendo sucedido por un gobernador desconocido, posiblemente Cayo Sencio Saturnino.
En 3 a. C. la provincia fue confiada a Lucio Domicio Enobarbo, quien hizo construir los Longi Pontes, «Puentes Largos», carretera de pontones que atravesaba las marismas entre el Rin y el río Ems (Amisa). Según historiadores modernos, basados en las escasas fuentes, con el ejército de Recia, Enobarbo pudo salir de Augusta Vindelicorum (Augsburgo), cruzar el Danubio (Istrio) por la moderna Ratisbona y seguir el Saale hasta llegar al río Elba (Albis), construyendo un altar para marcar los límites de las nuevas provincias. Derrotó a los hermunduros y los aisló de los marcomanos de la actual Bohemia y paseó por territorios de los catos y queruscos, interviniendo en sus asuntos internos pero sin considerarlos sometidos. Luego fundó la Colonia Ubiorum (Colonia) a orillas del Rin en 2 a. C.
Fue sucedido por Marco Vinicio, legatus Augusti pro praetore de la Galia, Recia y Germania hasta el curso del río Weser, en el año 1, quien logró someter una importante revuelta de los queruscos. En el año 4 Tiberio volvió de su exilio en Rodas a Germania con la misión de cambiar las estructuras políticas de las tribus sometidas. Su primera expedición sometió a los brúcteros, cananefates y catuarios, y pacificó a los queruscos, llegando a cruzar el Weser. Le acompañó en estas operaciones su legado, Saturnino, y se construyó un cuartel invernal en el curso superior del río Lippe (Lupia), posiblemente en Anreppen.

### Retorno de Tiberio

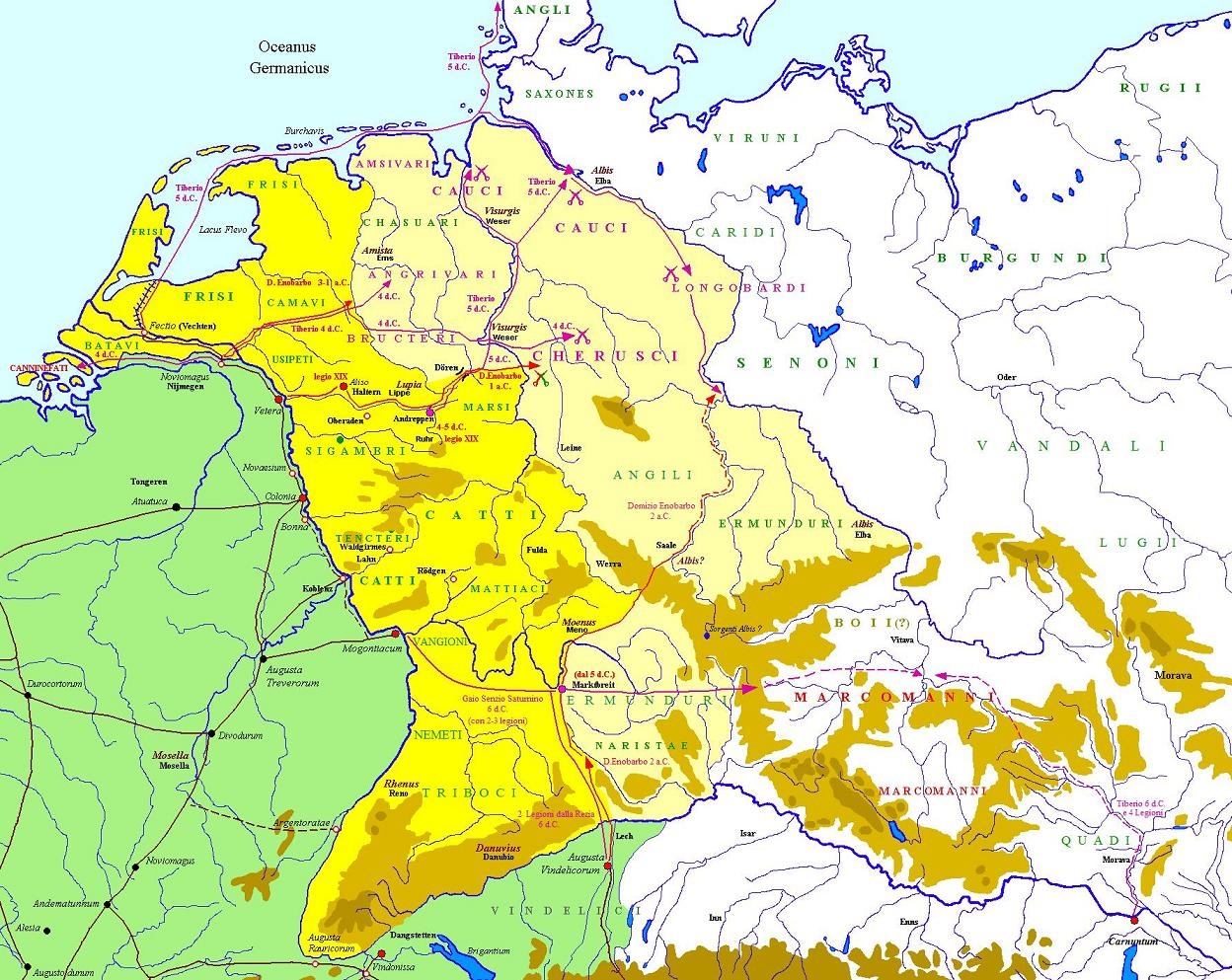
Mapa de las expediciones romanas en Germania entre los años 3 a. C. y 6. En amarillo oscuro los territorios ya sometidos y en amarillo claro los conquistados por estas expediciones.

En el año 5 Tiberio volvió a cruzar el Rin y marchó por tierra siguiendo el Weser hacia la desembocadura del Elba en el mar del Norte, obligando a los jefes caucos a rendirse de rodillas ante él. Entre tanto, su flota navegó por las costas septentrionales de Germania y entró por el Elba tierra adentro, donde abordó parte del ejército de Tiberio, sometiendo a los longobardos y hermunduros. Los cimbrios, harudes y semnones, ubicados al este del Elba, se volvieron clientes de Roma.

## Campaña

### Expedición contra los marcomanos
Ocupado el centro y norte de Germania hasta el Elba, faltaba el territorio de los marcomanos al sudeste, regido por el rey Marbod, quien contaba con 70 000 infantes y 4000 jinetes, por lo que era una amenaza para la Germania romana, Pannonia y Nórico. Tiberio lo planificó todo y el año 6 lanzó la gran ofensiva en forma de pinza. El legado Saturnino salió de Mogontiacum con dos o tres legiones, posiblemente la XVII, la XVIII y la XIX, que se unieron al ejército de Recia,  probablemente formado por las legiones I Germanica y V Alaudae. Cruzó el Weser y luego siguió el Elba, y al parecer atravesó las tierras de los caucos para llegar a las que fueran de los boyos, pero para entonces las habían conquistado los marcomanos. Las legiones de Recia debían seguir el río Meno (Moenus) como tercer grupo de ataque. Los grupos provenientes del Rin se reunirían en un gran campamento ubicado en la actual Marktbreit.
Tiberio salió de Carnuntum cruzando el Danubio acompañado por el cónsul y legado Marco Emilio Lépido, dirigiendo cuatro o cinco legiones más, VIII Augusta de Panonia, XV Apollinaris y XX Valeria Victrix de Iliria, XXI Rapax de Recia, XIII Gemina, XIV Gemina y XVI Gallica de Germania Superior y una unidad desconocida. Algunos hablan de diez legiones, setenta cohortes auxiliares, catorce alas de caballería y numerosos aliados. En total, unos 150 000 efectivos en una de las mayores operaciones militares de la Antigüedad. Avanzó por la actual Moravia apoyado por una flota (dejando un campamento en Mušov) para seguir a Bohemia. Sin embargo, a cinco días de distancia de Saturnino, le llegaron noticias de una revuelta en Iliria, por lo que debió retirarse. Tanto él como Saturnino recibieron honores triunfales por la campaña.

### Gobierno de Varo
Después de que Tiberio partiera a suprimir la revuelta, el emperador nombró como su sucesor en Germania a Publio Quintilio Varo como legatus Augusti pro praetore. Su gobierno sería del año 7 al 10, salvo que el emperador lo extendiera.
Como ya se consideraba pacificada la provincia y se quería empezar a integrarla en la administración romana, en lugar de enviar un experimentado militar se encargó a un funcionario y político experimentado, pero «los germanos habían sido derrotados antes que sometidos». Su experiencia bélica se limitaba a sofocar una rebelión judía cuando había sido gobernador en Siria. Sin embargo, algunos creen que su misión era mantener el statu quo para que ninguna tribu abandonara la alianza romana. Los registros indican que Varo no intentó establecer el gobierno imperial hasta su último año.
Lo cierto es que los germanos se estaban acostumbrando a vivir junto con los avances de la cultura romana, especialmente al comercio, pero no habían olvidado su independencia ni costumbres ancestrales. Pero estas ventajas no eran solamente económicas, ya que la ley romana era un sistema mucho más desarrollado de justicia, se mejoraban las comunicaciones y se ponía fin a las guerras endémicas entre tribus, algo corriente en su forma de vida, pero cuya eliminación era muy beneficiosa. Es posible que con más tiempo, el cambio gradual hubiera permitido su integración completa, pero esta posibilidad se acabó con Varo. Como era usual, se empezó por imponer las leyes romanas y sus impuestos, lo que hizo crecer el descontento aglutinado por un jefe de tropas auxiliares y noble querusco, Arminio. La realidad era que la provincia necesitaba producir una mayor recaudación para proyectos de construcción de caminos que permitieran su integración al Imperio y mantener una guarnición que garantizara la aplicación de la justicia romana.
La arqueología demuestra que no había ningún centro permanente donde pudieran vivir los funcionarios de la burocracia imperial. Ciertamente había construido carreteras que llevaban a Oppidum Ubiorum, pero estaba al otro lado del Rin. Tampoco era misión de los gobernadores cobrar impuestos, ya que Augusto había creado un cuerpo de recaudadores profesionales que cobraban a partir de la confección de un censo, pero esto último jamás se realizó en Germania, donde la mitad de la población solamente estaba sometida a Roma en verano, bajo su presencia militar, y la otra era aliada, pero independiente.
Al descontento habría contribuido la conducta del propio Varo. Por ejemplo, emitió un edicto contra los catos por violentar a un lictor y también tuvo un comportamiento libertino y violento con sus subordinados: «Pero es más difícil retener que crear provincias; se ganan por la fuerza, aseguradas están por la justicia». Varo olvidaba que muchas tribus se habían sometido a Druso y sus sucesores más por sus cualidades morales que por las armas.
Arminio había sido entrenado por los romanos, tenía su ciudadanía y había alcanzado el rango ecuestre. Entregado de niño por su familia como rehén para asegurar la lealtad de los queruscos, fue educado como romano, esperando que un día fuera un líder tribal leal al Imperio y que facilitara la integración de su gente. Conocía perfectamente la doctrina militar romana y lo vulnerables que eran sus legiones al terreno germano. Empezó a confabular, primero con unos pocos y luego con muchos, planificando detalladamente la trampa. Se ganó a los más hostiles al Imperio y siguió con los indecisos, reuniendo una masa de seguidores importante, lo que le llevó varios meses. No está claro por qué se volvió contra los romanos, aunque es más que probable que no obedeciera tanto a un sentimiento nacionalista, como se aducía en el siglo XIX, como a ambiciones políticas personales: demasiada intervención romana en los asuntos internos de su tribu o, como noble germano, sufría más el peso de la carga impositiva de Varo. El problema es que tanto este último como su padre, Segimero, eran amigos de confianza del gobernador. Hubo quienes advirtieron a Varo de la conspiración y la falsedad de la amistad de los queruscos, como Segestes, noble de esa tribu, pero este se negó a oírlos, reprendiendo a los acusadores por calumniar a sus amigos.
Debe tenerse en cuenta que, dado su historial, es entendible que Varo confiara en Arminio. Además, el noble querusco era clave para los planes romanos. La diplomacia romana se basaba en divide et impera, «divide y domina», buscando aliados entre los germanos (frisios, ubios y ocasionalmente los catos) para vencer con mayor facilidad a los más hostiles (suevos y sicambrios). Varo deseaba que, a través de Arminio, los queruscos se volvieran en fieles aliados.

## Fuerzas enfrentadas

### Romanos
Se sabe que el ejército de Varo se componía de tres legiones romanas, seis cohortes auxiliares y tres alas de caballería. Las legiones, a cargo del legado Gayo Numonio Vala, eran la XVII acantonada en Novaesium (Neuss), la XVIII en Castra Vetera (Xanten) y la XIX en Oppidum Ubiorum (Colonia). En Germania Superior había dos legiones mandadas por Lucio Nonio Asprenas, sobrino y lugarteniente de Varo, la I Germanica y la V Alaudae en Moguntiacum (Maguncia). Cada legión debía tener en promedio 4800 soldados de infantería pesada más 120 jinetes, y las cohortes y alas alrededor de 500 hombres cada una.
El británico Thomas Smith creía que contando las legiones que mandaba Asprenas más las tropas aliadas reclutadas en la Galia, Varo podía contar a inicios del año con unos 50 000 hombres, aunque sólo una fracción participó de la batalla. Peter Wells cree que cayeron en la emboscada unas 25 000 personas, de los que al menos 16 000 eran combatientes. Sarunas Milisauskas dice que eran 15 000 a 20 000 soldados y Paul Davis 18 000 militares y 10 000 civiles. Friedrich Knoke los estima en 20 000, de los que 12 000 eran legionarios. Michael McNally los sitúa entre 20 000 y 30 000 personas en total. Hans Delbrück dice que eran 12 000 a 18 000 soldados más 8000 a 12 000 civiles. Richard Gabriel desmenuza la fuerza imperial en 18 000 legionarios, 3500-4000 infantes auxiliares, 600 jinetes romanos y 900 de sus aliados, aunque estas fuerzas eran antes de la campaña de verano del año 9. Heinrich von Abendroth da la estimación más alta, 30 000 a 40 000, mientras que Ernst Müller von Sondermühlen los reduce a 25 000 y Theodor Mommsen a 20 000.
Sin embargo, las legiones de Varo probablemente estaban incompletas porque seguramente destacamentos fueron enviados a ayudar en las campañas de Iliria y el gobernador había dejado unidades guarneciendo pequeños fuertes, en los que fueron asesinados por Arminio antes de la emboscada. Kevin Tonwsend señala que probablemente fueran solamente 7000 a 10 000 soldados, a los que se sumaban unos 12 000 a 15 000 civiles. McNally está de acuerdo en la reducción del ejército de Varo, estimando en que solamente le quedaban 21 cohortes de legionarios, 13 500 hombres si se cuenta la caballería y auxiliares, en el momento de entrar en territorio de los queruscos. Por los mismos motivos, Alberto Esteban cree que las tres legiones estaban incompletas, quizás apenas supusieran 10 000 plazas, que junto a los auxiliares y la caballería alcanzarían los 15 000 efectivos. Les acompañarían numerosos aliados, principalmente queruscos, caucos y catos, y no combatientes, como comerciantes, esclavos, concubinas e hijos ilegítimos de los legionarios, quizás superando un total de 20 000 personas.
Inicialmente, Albert Wilms considera la posibilidad de que Varo mandara un ejército pequeño por las circunstancias antes mencionadas. Quizás unos 12 000, lo que significaría que cada legión tendría unos 3000 hombres y cada cohorte auxiliar y ala de caballería 300. Para esto compara con datos aportados por Tácito, quien dice que Germánico cruzó al este del Rin en el año 14 con 12 000 legionarios, equivalentes a cuatro legiones según Wilms. Esto lleva al estudioso a considerar que Varo debía tener menos legionarios pues sólo tenía tres legiones. Posteriormente, considera que dicha estimación podría ser demasiado baja y se abre a la posibilidad de un total de 20 000 soldados.
Similar a los anteriores, la británica Joanne Ball reconoce que la mención de tres legiones más auxiliares puede hacer pensar que debían ser 15 000 a 20 000 efectivos, pero probablemente fueran sólo 10 000 a 15 000, pues esas unidades no operaban con la totalidad de sus fuerzas durante las campañas. Además, es probable que se movieran separadas, permitiendo atacarlas en distintos puntos.

### Germanos
La arqueología indica que la Germania de la época estaba mucho más poblada y con una agricultura mucho más avanzada de lo que las fuentes de la época relatan. Sin embargo, su organización política se limitaba a tribus que eran la aglomeración de varios clanes, y carecía de grandes ciudades, solo pueblos y granjas conectados por antiguos caminos. Cada clan era dirigido por un consejo de nobles que tomaban las principales decisiones y elegían a sus jefes en caso de guerra. Debe mencionarse que las tribus no actuaban al unísono, por ejemplo, los queruscos estaban divididos entre partidarios y enemigos de Roma.
No tenían un ejército profesional, sino que cada hombre libre servía cuando debía con las armas que tenía. Unos pocos eran guerreros profesionales en bandas leales a nobles exitosos; cuantas más victorias y botín lograra un caudillo más seguidores tendría, pero más que comando militar, lo que obtenía era influencia social.
El historiador y periodista escocés Adrian Murdoch cree que eran unos 15 000 a 25 000 guerreros durante la batalla, fácilmente superando en número a Varo. Para estimar este número se basó en estudios sobre la densidad demográfica de la zona. También identifica las tribus involucradas: queruscos, brúcteros y angrivarios. Según Thomas Smith, las tribus involucradas en la emboscada serían los queruscos, brúcteros, catos, marsos y sicambrios. Mientras Wells da un rango de 17 000 a 100 000 hombres adultos disponibles para estas tribus, siendo 18 000 el número más probable según sus estimaciones demográficas, basadas en cálculos del número de villas de cada tribu involucrada y cuántos habitantes tendrían, especialmente el número de hombres adultos y descontando los leales a facciones prorromanas. Wells dice que unos 5000 estarían en el terraplén, otro tanto detrás, en el bosque, como reserva, 7000 en la pendiente oriental de la colina listos para atacar el centro y retaguardia romana, y 1000 en el camino que llevaba a la ciénaga ubicada al norte. Basado en los estudios de Murdoch, Delbrück y Wells, Alberto Esteban cree que debían ser entre 25 000 y 35 000 guerreros, aunque reconociendo que son estimaciones.
Delbrück creía que las tribus germanas contaban con seis a ocho millares de guerreros en promedio, algunas más y otras menos, por lo que unos 20 000 a 30 000 guerreros debieron luchar en Teutoburgo. Michael McNally cree que eran 8000 brúcteros, 8000 queruscos y 5000 angrivarios.
El historiador militar estadounidense James L. Venckus dice que Arminio contaba solo con entre 15 000 y 20 000 guerreros, ya que todas estas tribus tenían importantes facciones leales a Varo. Esto llevó al caudillo germano a intentar aprovechar al máximo a cada uno de sus seguidores, haciéndoles portar numerosas jabalinas y hacer los extensos preparativos de la emboscada, específicamente la construcción de la gran empalizada.
Townsend rebaja la cifra a 15 000 germanos, aunque solamente un tercio participó en el primer ataque; la mayoría de ellos armados con jabalinas, hachas, lanzas y garrotes, especialmente los dos últimos, y protegidos únicamente por un escudo de madera. Los yelmos, cotas de malla y posiblemente espadas, eran poseídas casi exclusivamente por nobles o guerreros profesionales de las bandas. Los auxiliares desertores llevarían equipo romano, pero la gran mayoría sólo escudos de madera o mimbre y quizás petos o cascos. Las principales armas eran una lanza larga, de 2 a 3 metros, y una corta con una gran punta de hierro llamada framea, útil tanto para el combate cuerpo a cuerpo como para arrojarse.

## Batalla

### Preludio

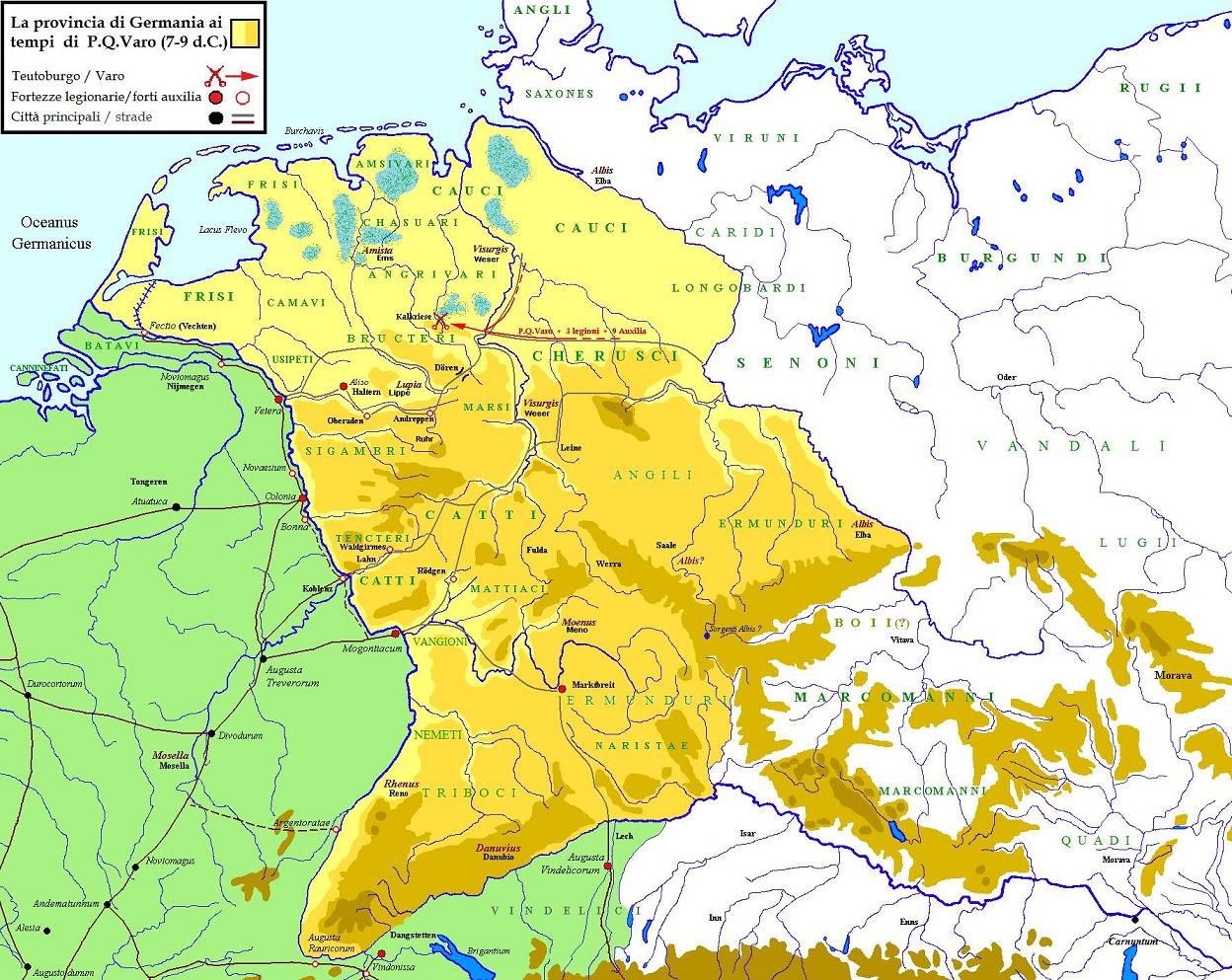
Mapa de la provincia de Germania en el año 9. El territorio sometido al Imperio está en amarillo. En rojo se puede apreciar el camino de retorno seguido por Varo.

Probablemente Varo mandó a cada legión dejar una cohorte y parte importante de sus auxiliares en sus cuarteles invernales como guarnición, luego habría reunido al ejército en Castra Vetera y cruzado el Rin con rumbo al Lippe, dejando a Asprenas la misión de vigilar a los catos y marcomanos, entonces opositores al Imperio.
Debió pasar una semana en Aliso, organizando sus fuerzas y preparándose. Luego siguió a Oberaden, con su ejército marchando por tierra y barcos transportando las provisiones por el Lippe. Llegó a Anreppen, donde hizo los últimos arreglos para entrar en Barbaricum, el territorio no sometido a Roma. Durante la marcha se habrían dejado guarniciones en los fuertes temporales y cambiado las de los permanentes, hasta su relevo la próxima primavera.
Los germanos se negaron a rebelarse abiertamente por miedo a las tropas romanas en su territorio y en el Rin, en cambio, recibieron a Varo con los brazos abiertos y prometiéndole todo lo que exigía, animándolo a ir hasta el Weser, en territorio de los queruscos. El gobernador se entretuvo ese verano en tareas administrativas y legales, mediando en los conflictos entre germanos, quienes afirmaban estar muy agradecidos de aquello. El momento era inmejorable para los conspiradores, el grueso del ejército imperial estaba luchando en Iliria y solamente quedaba una guarnición de tres legiones aisladas al interior de Germania.
Varo, creyendo todo pacificado, empezó a desperdigar sus fuerzas en pequeños fuertes, persiguiendo bandidos y protegiendo caravanas de provisiones. Es posible que esto se debiera a que Arminio convenció a sus aliados angrivarios y brúcteros de hacer pequeñas incursiones en territorio querusco. Debe mencionarse que la mayoría de los suministros romanos pasaban por territorio de los primeros, así que eran vulnerables a sus ataques, debiendo desviar tropas para protegerlos. No se sabe mucho de la campaña del verano del año 9, pero al llegar el otoño las legiones romanas empezaron a marchar a sus castra hiberna («cuarteles invernales»), en Castra Vetera cuando le llegaron noticias de un supuesto levantamiento menor según los informes de Arminio. La situación ocurrió a dos días de distancia y significaba solamente un desvío menor.
Así, en la mañana del 7 de septiembre, Varo ordenó levantar el campamento y formar a las tropas para pagarles su stipendium (sueldo). Esas monedas serían claves dos milenios después para encontrar el lugar de la emboscada. Desde su tribunal les dijo que irían a sofocar una pequeña revuelta antes de volver al Rin, prometiéndoles saquear las aldeas rebeldes, provocando vítores entre los legionarios. Luego comenzó la marcha.
Varo no tomó precauciones por estar en un territorio considerado amigo y puso a los auxiliares queruscos de Arminio en vanguardia, luego este pidió permiso para adelantarse en busca de aliados, lo que el gobernador autorizó. Así, Varo perdió al menos un cuarto de sus jinetes, disminuyendo su capacidad de explorar el terreno. Pero el noble germano se reunió con sus seguidores en un punto predeterminado y luego empezaron a asesinar furtivamente a las pequeñas guarniciones dejadas por Varo en la región.
Varo y sus legionarios iban acompañados de miles de no combatientes, así que probablemente su plan era llegar a la zona revoltosa, establecer un campamento en un lugar seguro, dejar a los civiles con una guarnición ahí y realizar una breve campaña de castigo.

### La columna
Basados en Flavio Josefo, quien relata cómo marchaba un ejército romano durante la gran revuelta judía, se puede estimar que la columna avanzaba en el siguiente orden: los arqueros e infantes ligeros auxiliares explorando el territorio, una vanguardia compuesta por un cuerpo de legionarios y caballería, un cuerpo de zapadores encargados de limpiar el camino de obstáculos y que al final de la jornada construían el campamento, el equipaje de los altos oficiales con una fuerte escolta montada, el general y su escolta personal o extraordinarii, la caballería de las legiones, mulas con la artillería y armas de asedio romanas, los legados, prefectos y tribunos de cada cohorte con una escolta de soldados escogidos, los aquilifer, las águilas de cada legión y los músicos, el grueso de las legiones con mulas y sirvientes transportando su bagaje, y, por último, de retaguardia, una tropa de infantería ligera y pesada mercenaria con un importante cuerpo de caballería. Probablemente se extendía por unos tres kilómetros y medio, quizás hasta diez. Knoke cree que cada legión abarcaría dos kilómetros, haciendo del total del ejército en unos ocho a diez si se cuentan a los auxiliares.
Los legionarios iban acompañados por sus concubinas, hijos naturales, mercaderes, esclavos, sirvientes y otros no combatientes, sin contar con miles de animales y centenares de carromatos, volviéndose la columna increíblemente lenta. Towsend dice que «la fuerza romana parecía más una sobrecargada columna civil con una fuerte escolta militar que un ejército». Según Esteban, los legionarios debían tener alrededor de 1200 mulas, más algunos cientos para cargar el equipo de los auxiliares. Además, habría cientos de carretas y carromatos con la impedimenta, artillería, bagaje y los no combatientes. Debe mencionarse que cada legión era acompañada de un gran número de civiles (libres o esclavos) encargados de diversas tareas, desde muleros hasta cocineros. También destacan prostitutas y mercaderes, especialmente los de pieles, que seguramente habrían comprado sus productos a cazadores germanos y volvían al Rin a venderlos.
La columna debía ser larguísima, de varios kilómetros de longitud, por lo que ningún punto debía tener una alta concentración de legionarios, muchos de ellos más ocupados en ayudar a mover el equipaje que en vigilar el bosque, una misión de los arqueros germanos que iban en vanguardia y los flancos. Esta longitud implicaba también que si un punto era atacado, pasaría un largo período de tiempo antes de que se informara a los oficiales y se enviaran refuerzos. Esto permitía a los ligeramente armados y más rápidos germanos atacarlos y retirarse, causando mucho daño sin necesitar superioridad numérica.
La lenta columna avanzaría unos 15 a 20 km diarios, marchando desde el amanecer al mediodía, momento en que las avanzadillas empezaban a construir el campamento mientras otras unidades vigilaban los alrededores y otras distribuían alimentos, agua y forraje de los animales. Cada legionario marchaba con una furca de madera colgando de sus hombros transportando dos estacas, herramientas para cavar y material de cocina; también llevaban sus armas (espada, jabalina y daga) y raciones para dos o tres días. Los no combatientes se instalaban en las cercanías del campamento, con su acceso vedado, salvo en caso de peligro, pues se les daba refugio.

### Primeros ataques

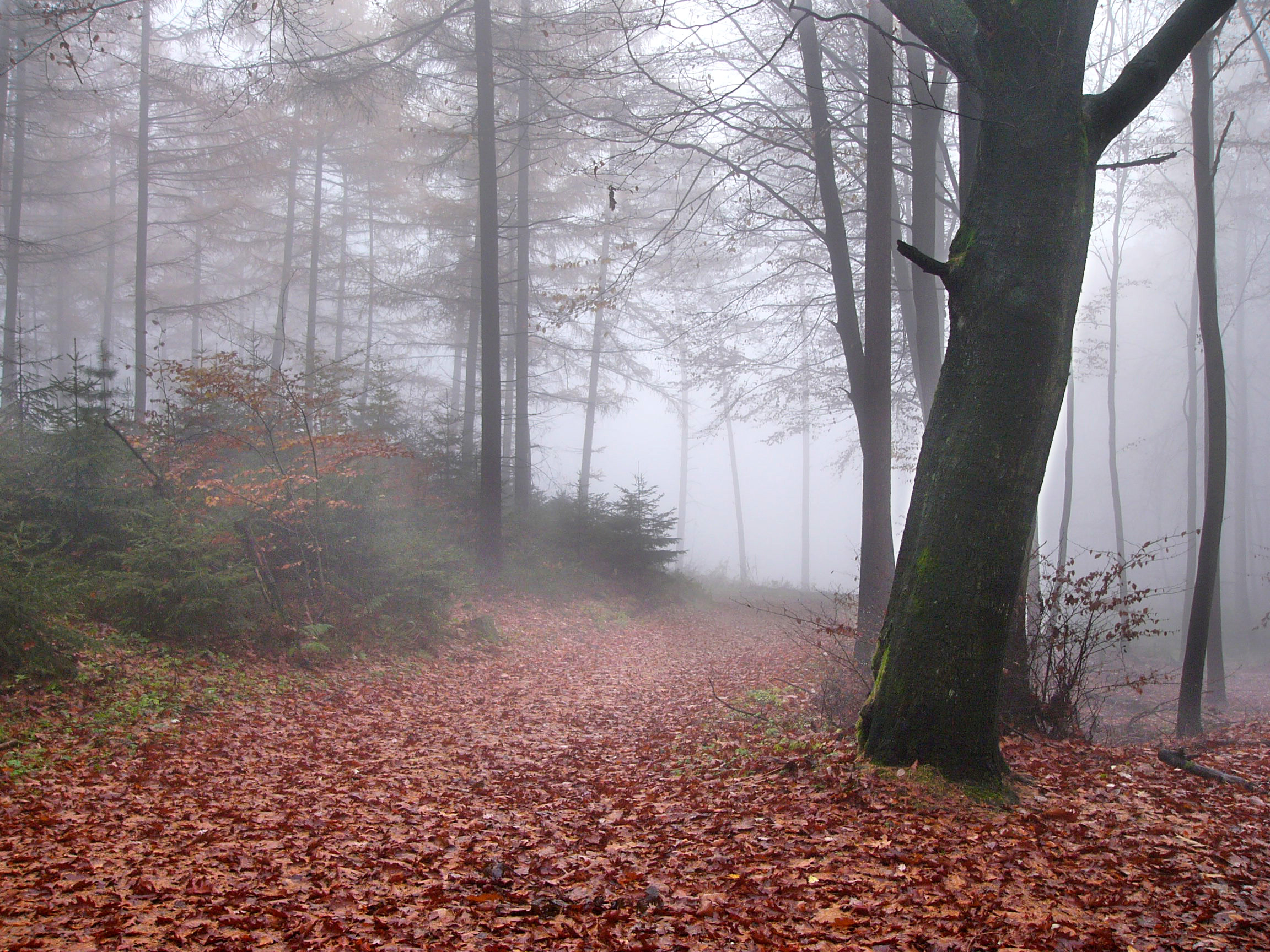
El bosque de Teutoburgo en un día con niebla.

En la madrugada siguiente, 8 de septiembre, los romanos levantaron el campamento temporal (castra) donde pasaron la noche y prosiguieron la marcha. Los guías llevaron a Varo por un terreno boscoso con mal clima otoñal. Los romanos debían talar árboles e intentar construir caminos. Estos exploradores eran germanos locales que conocían el terreno y probablemente eran parte de la conspiración, avisando a sus compañeros de la proximidad del ejército romano. Posiblemente los había dejado Arminio y eran hombres de su confianza. El lugar escogido era la Kalkrieser Berg, una colina al noroeste de la actual villa homónima y parte del macizo Wiehengebirge. Para entonces, Arminio ya habría reunido a sus fieles queruscos y se dirigía al sitio, donde los angrivarios hacían los últimos preparativos.
La columna romana avanzaba lenta y alargadamente, acompañada de sus familias y sirvientes, carromatos y bestias de carga. Esta compañía desordenaba al ejército, le hacía incapaz de reaccionar inmediatamente y hacía imposible mantener la distancia reglamentaria entre unidades. Fue entonces cuando comenzó una intensa lluvia acompañada de fuertes vientos que hacían del terreno un lodazal resbaladizo y derribaban copas de árboles, causando mucha confusión. Las legiones avanzaban en dirección hacia el norte siguiendo un camino que les hizo rodear la colina arbolada ubicada al oeste, el terreno era fangoso, con bosques al este y una ciénaga al norte (pero fuera de la vista de Varo hasta que llegaron al noreste de la colina, donde la ruta hacía un desvío en dirección sudoeste). En esa situación, seguramente los zapadores en la vanguardia trabajaban apresuradamente por limpiar de obstáculos el camino, que se había convertido en un lodazal por la lluvia y el barro removido por el paso de miles de sandalias y cascos de caballos. Esto último habría empezado a atascar los carromatos, aumentando los espacios entre las unidades. Para empeorar todo, la misma tormenta dificultaba la movilidad a los legionarios, cuyos escudos y armaduras eran muy pesados, y con sus truenos impedían escuchar cómo se concentraban a su alrededor miles de germanos, por lo que posiblemente ni siquiera escucharon sus primeros ataques.
Los brúcteros, ubicados en la colina donde tenían ventaja, empezaron a arrojar sus proyectiles sobre la vanguardia. En pocos minutos las noticias le llegaron al gobernador, a pesar de lo congestionado del camino, y este decidió enviar refuerzos al frente, pero fueron rodeados por los bárbaros que descendían a luchar cuerpo a cuerpo. El centro y retaguardia también sufrieron sus embestidas y muchos intentaron huir hacia la ciénaga, donde se ahogaron. Las legiones no podían moverse para hacer una formación cerrada, sufriendo fuertes pérdidas. Así, los germanos forzaban a su enemigo a no desviarse del camino. Además, cada herido dificultaba todavía más la movilidad del ejército.
Estudios del historiador estadounidense Peter S. Wells, basados en los descubrimientos arqueológicos, indican que los germanos bien pudieron arrojar una jabalina cada cuatro segundos, así que en los primeros veinte segundos del ataque cayeron 25 000 proyectiles sobre sus enemigos, matando unos 5000 e hiriendo o dejando agónicos a 10 000, quedando solamente unos pocos miles para seguir el combate, los cuales fueron eliminados en cerca de una hora de lucha cuerpo a cuerpo. En cambio, Michael McNally cree posible que no fueran tantas armas arrojadizas como dicen las fuentes antiguas, sino ataques veloces con cuchillos y garrotes. Moviéndose por los senderos del bosque, los germanos podían lanzar ataques fugaces en distintos puntos de la columna. Venckus cree que Arminio debió dar órdenes a sus fieles, quienes eran los exploradores de la columna, para que las legiones llegaran a la trampa en el momento ideal, posiblemente la primera hora de la tarde, una o dos horas antes del horario normal para parar y empezar a construir un campamento. Para entonces, los legionarios estarían agotados por un día de marcha en el bosque y bajo una tormenta, con su formación laxa por el terreno. Probablemente, estos guías habrían animado a Varo a no detenerse, anunciándole que habría un terreno adecuado para acampar a poca distancia.
El ejército de Varo consiguió abrirse paso hasta un terreno abierto, donde construyó un campamento para guarecerse del mal clima y los enemigos. Tras finalizarlo, el gobernador y sus altos oficiales celebraron un consejo donde discutieron las opciones. Dadas las circunstancias y sus fuerzas, decidieron permanecer a la defensiva hasta que llegaran los queruscos de Arminio, cuyo conocimiento del terreno les ayudaría a vencer a los atacantes.

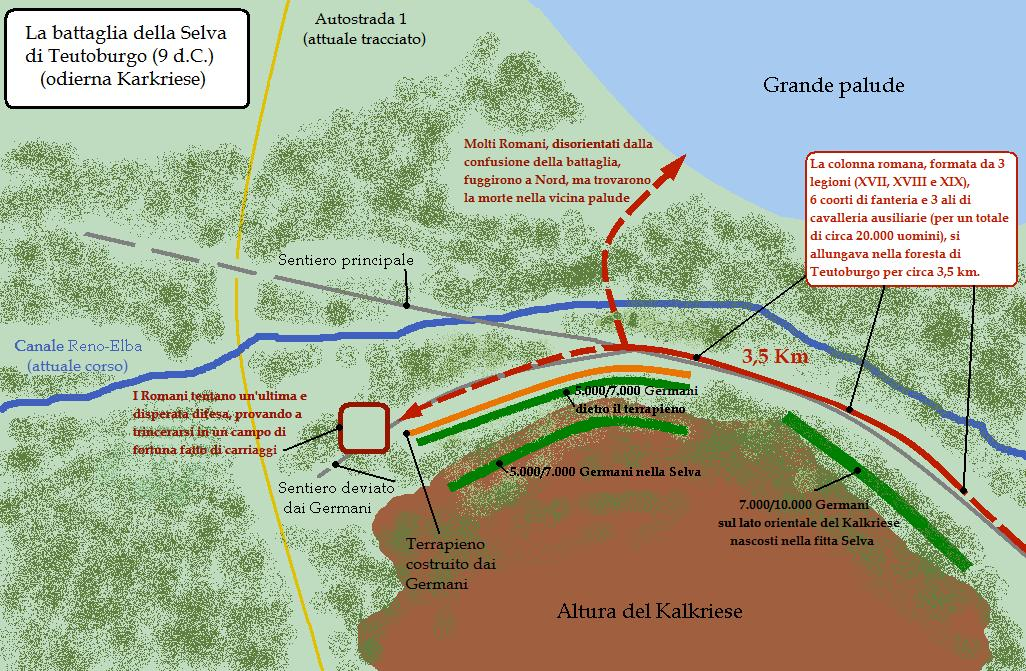
Mapa de la emboscada en el primer día. El canal que conecta el Rin con el Elba es una obra moderna que no existía en la Antigüedad; lo mismo se puede decir de la autopista representada en amarillo. Se puede apreciar la ciénaga al norte y la colina, las legiones marcharon al oeste de esta última hasta que empezaron a rodearla y tomar dirección al sudoeste.
En rojo continuo se observa la posición de la columna romana cuando se produjo el primer ataque; en rojo intermitente la ruta que debieron seguir los legionarios después del ataque: un grupo siguió el camino hasta un claro donde construyeron un campamento (cuadrado rojo) mientras que otros, desorientados, acabaron en la ciénaga, donde fueron aniquilados. En verde se pueden ver las posiciones germanas y en naranja el terraplén desde donde atacaron. En gris los senderos, el principal y el menor por donde se desviaron las legiones siguiendo a sus guías.

### Espera en el campamento
Los soldados imperiales, en sus tiendas, intentaron recuperarse mientras algunos vigilaban el perímetro. Poco antes del amanecer del 9 de septiembre, un pequeño grupo de jinetes salió por la porta decumana, la entrada posterior del campamento, y volvió por los pasos seguidos por las legiones el día anterior en busca de Arminio. Un rato más tarde, otro grupo salió para explorar el terreno, localizar el enemigo, determinar su fuerza y verificar cuál camino era transitable. Estos últimos anunciaron que el terreno era un lodazal producto de la tormenta, apto para infantería y caballería pero no para los carromatos restantes. Los guías germanos habían desaparecido, así que no podían desviarse del sendero, siendo todos sus movimientos predecibles. Entre tanto, el primer grupo encontró a Arminio pero en cuanto desmontaron fueron arrestados por los queruscos y torturados hasta confesar dónde y cómo estaban las fuerzas de Varo.
El caudillo querusco envió mensajeros a sus aliados, ordenándoles continuar sus ataques y terminar el lugar de la emboscada, pero también a los sicambrios y otras tribus, animándoles a masacrar a las guarniciones romanas en sus territorios. Cuando llegó el atardecer, como no volvían los jinetes enviados en busca de Arminio, Varo entendió que había sido traicionado, ya que era imposible que sus auxiliares germanos, armados ligeramente y conocedores del terreno, se hubieran atrasado tanto involuntariamente. Sin poder contar con ayuda, la posición de su ejército era aún más peligrosa.
Esa noche se reunió de nuevo con los altos mandos, decidiéndose seguir el sendero del bosque hacia el oeste. Era su única oportunidad. Casi todos los carromatos y el material no esencial fue abandonado o quemado en la marcha. Lo que se pudiera se embalaría en las mulas. Esto también significaba reducir la longitud de la columna y hacerla más rápida. Los equipos para la construcción de un nuevo campamento fueron distribuidos entre las unidades, la artillería se abandonó pero sus ballestas fueron distribuidas entre los legionarios, probablemente los pilum estuvieran casi agotados, y se dieron armas al personal civil, sabedores todos que los germanos no harían distinción entre civiles y militares a la hora de atacar.
A la luz de las fogatas se afilaban las armas, se hacían las últimas revisiones y se intercambiaban promesas entre soldados de no abandonarse. Muchos temían más caer prisioneros y ser torturados en los rituales del enemigo que morir en batalla. Los ejes de los carromatos que seguirían a la columna fueron engrasados y las campanas de los arneses fueron cubiertas con telas o hierba para evitar ruidos. Finalmente, los heridos y parte de los médicos fueron dejados atrás, ya que debían ser sacrificados para que el resto pudiera moverse más rápido y sobrevivir.

### Intento de fuga
Poco antes de la madrugada del 10 de septiembre, sin sonar las usuales trompetas, los centuriones reunieron al ejército en la porta principalis y empezaron a salir siguiendo el sendero hacia el oeste. La mitad de los auxiliares en cabeza, seguidos de la primera legión, los zapadores, la segunda legión y el parque vigilado por la tercera legión. Los flancos serían protegidos por la caballería legionaria y en retaguardia irían el resto de los auxiliares y la caballería aliada.
La marcha se hizo lenta por tener que mover obstáculos para mejorar y agrandar el sendero. Al final, solo quedó la retaguardia e inválidos en el campamento, estos últimos acompañados por algunos oficiales que pedirían misericordia a sus enemigos. McNally cree que los jinetes de Vala fueron los últimos en salir del campamento, e incluso imagina al legado aconsejando a los oficiales no esperar piedad de los bárbaros e impedir que sus hombres fueran atrapados vivos. El ejército romano estaba mucho mejor formado pero igualmente sufrió fuertes bajas ante los ataques germanos, aunque sus auxiliares pudieron lanzar pequeños contraataques. Se dieron órdenes de abandonar a los malheridos y muchos de ellos fueron asesinados por sus camaradas para que no fueran capturados.
Pronto la columna empezó a desorganizarse y fragmentarse hasta dividirse en tres cuerpos semiautónomos. La vanguardia intentaba abrir el sendero a pesar de los continuos asaltos, el cuerpo principal intentaba seguirle el paso y la retaguardia hacía lo que podía para no perder el parque. Solo podían transmitirse las órdenes deteniendo a las tropas por la difícil coordinación de sus movimientos, era muy fácil que un mensajero se perdiera entre el caótico bosque (algo fatal) y la ubicación exacta del gobernador era desconocida.
En cambio, los germanos, armados más ligeramente, se movían con mayor facilidad y se les habían unido numerosos pueblos que anteriormente se habían negado a ayudar en la conjura. Así pudieron rodear a las mermadas legiones. Los historiadores clásicos sostienen que a la fuerza original germana se le sumaron numerosos guerreros de otras tribus, antes temerosas de rebelarse, obteniendo la superioridad numérica. Entre ellas podían estar los catos, caucos, marsos, tubantes, usípetes y posiblemente camavos, casuarios, matiacos, sicambrios y téncteros. En cambio, McNally cree que estos refuerzos eran Arminio y sus queruscos, que finalmente llegaron al campamento y masacraron a los heridos. Su situación era inmejorable. El caudillo podía decidir cuándo atacar a la debilitada columna romana, mientras sus aliados cargaban con la mayoría de las bajas. Así, tras el éxito él quedaría como indiscutible jefe de los rebeldes para enfrentar a Roma y los marcomanos.
Por la tarde, desviándose al noroeste, la vanguardia logró abrirse paso hasta un terreno abierto. Los legionarios formaron como estaban acostumbrados y los germanos se retiraron. El gobernador envió exploradores para buscar un lugar fácil de defender, con drenaje natural y conectado a los senderos (la colina de Felsenfeld, cerca del pueblo de Schwagstorf, al este de Kalkriese), y una vez se eligió, ordenó empezar a formar un campamento con los carromatos restantes y empalizadas bien construidas. Mientras los legionarios trabajaban, la caballería vigilaba los accesos. Varo se reunió en su carpa con los altos oficiales sobrevivientes, hubo un conteo de las bajas y se analizó su situación y posibilidades. La ruta más directa, al oeste, exigía volver a los bosques, donde el terreno estrecho les impediría luchar adecuadamente. Las otras dos opciones eran el sur, a través de montañas pero donde el terreno era abierto y podía llevar al valle del Lippe o las cercanías de Aliso, y el norte, donde el terreno era igualmente abierto pero se alejaba de las bases. Tras enviar exploradores se desecharon las primeras dos opciones.

### Masacre final

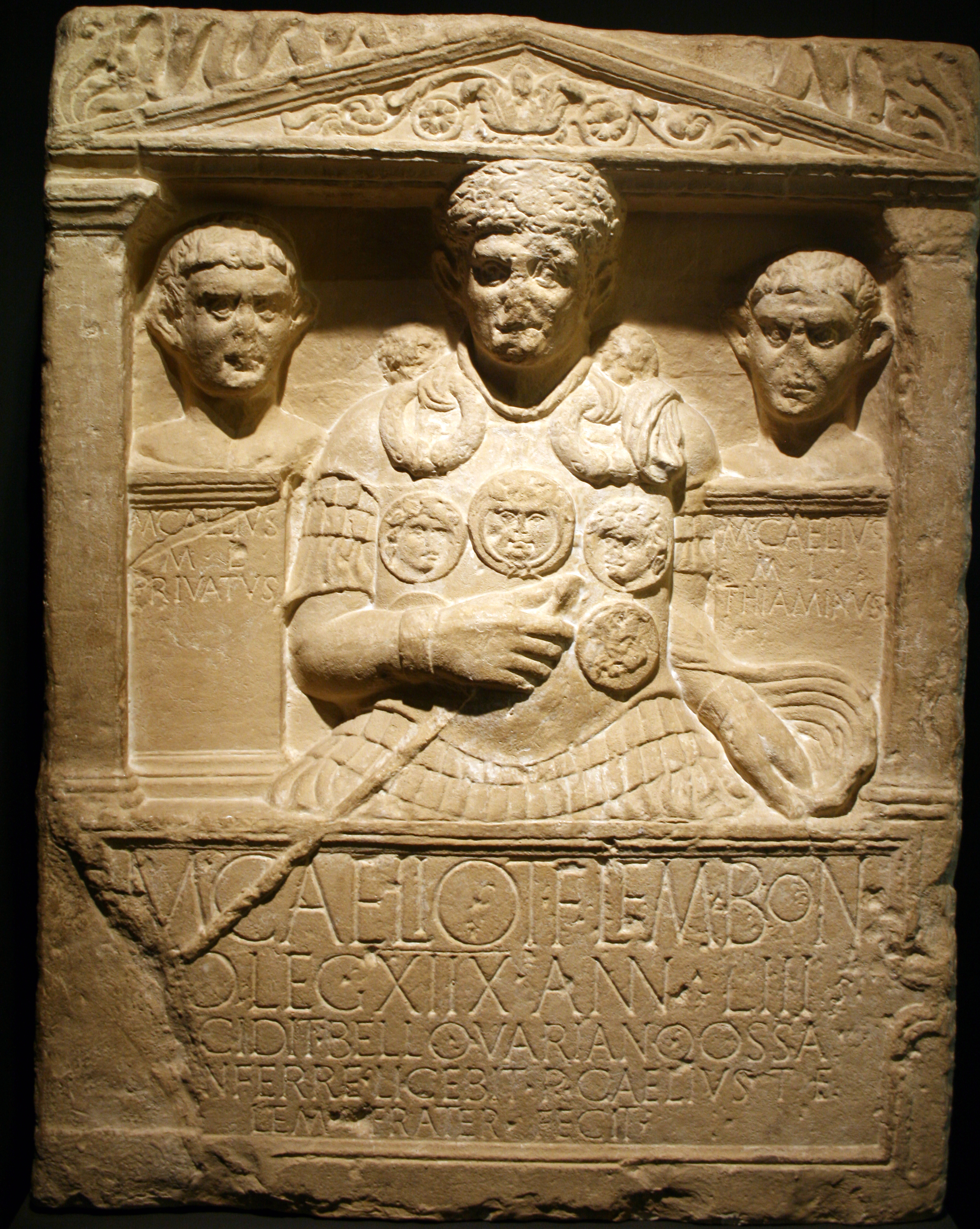
Cenotafio del centurión de la Legio XVIII Marco Celio, natural de Bononia (Bolonia, Italia), y de dos de sus libertos, fallecidos todos durante la batalla del bosque de Teotoburgo, erigido por su hermano en Castra Vetera (Xanten, Alemania), en el que se indica que si sus huesos se recuperasen, debían ser enterrados allí.

El 11 de septiembre, en la madrugada, los germanos probablemente empezaron a bloquear las vías de escape por el norte y sur, forzando a los sobrevivientes a seguir por el oeste. Tampoco podían permanecer en el campamento. Sin embargo, desde su perspectiva tenían posibilidades, ya que si atravesaban este último obstáculo llegarían a sus fuertes y el enemigo debía estar igual de agotado que ellos. Fue entonces cuando se desató una tormenta de lluvia y vientos que les impedían avanzar o pararse de forma segura ni usar sus arcos, jabalinas y escudos. Es posible que debido a las bajas y a que ya casi no quedaría parque, el ejército romano se agrupara en dos «grupos de batalla» ad hoc. Estos habrían salido antes del amanecer del campamento para intentar avanzar todo lo posible antes de ser detectados, siendo probablemente unos 4000 sobrevivientes los que formaban el primer cuerpo. El bosque era tan denso que se ordenó no despejar más el sendero de obstáculos y seguir como se pudiera, debido a que la columna no podía detenerse por ningún motivo. Aunque quizás hubiera alguna pausa para que los rezagados les alcanzaran y reorganizarse, lo que es indudable es que ambos grupos permanecieron en constante comunicación.
En ese punto, el primer cuerpo se encontró con que el bosque empezaba a disolverse, pero en ese punto, el sendero se bifurcaba en dos rutas: la primera, por las falda de una cordillera que conectaba con el Weser; la segunda iba directamente al oeste. Poco después, el claro se acababa y renacía la foresta. Los romanos vieron los dos caminos y avistaron en el primero las laderas de las colinas un poco más bajas, y fue entonces cuando entendieron que los germanos habían construido una empalizada disimulada entre los árboles. La otra ruta era intransitable, ya que las lluvias la habían inundado, así que solo quedaba forzar el paso a través del cuello de botella que formaba la empalizada, la que perentoriamente debía asaltarse.
Sin artillería de apoyo, los legionarios formaron cuatro columnas paralelas, cada una equivalente a una cohorte, atacando en testudo. Las columnas centrales intentarían un asalto frontal mientras las laterales intentarían flanquear la posición y algunos compañeros arrojarían piedras y jabalinas sobre los defensores. Los legionarios de las primeras filas, con los escudos que defendían sus cabezas, servirían de rampa para que las filas posteriores asaltaran la empalizada con azadones y palas, con la intención de abrir una brecha por donde entrar.
Entre tanto, el segundo cuerpo romano fue atacado por los queruscos y la caballería germana cuando ya estaba lejos del campamento, sumergido en el bosque de las colinas de Ostercappeln y sin posibilidad de ser auxiliado por sus compañeros en vanguardia. Los romanos estaban rodeados. Entonces, Varo y todos sus altos oficiales, muchos de ellos ya heridos, temiendo una horrible muerte en caso de ser capturados, procedieron a suicidarse con sus espadas, siguiendo el ejemplo del padre y del abuelo de Varo, quienes vencidos en las guerras civiles de finales de la República romana, hicieron lo mismo. Por otra parte, McNally cree que el gobernador se suicidó en la tienda en la noche previa, después de enterarse de que Vala y su caballería habían sido aniquilados. Según Dion Casio, al darse cuenta de esto, los soldados imperiales también se quitaron la vida o simplemente se dejaron matar. Así, los germanos mataron a muchos hombres y caballos con apenas resistencia.
Las fuentes clásicas dicen que el jefe de la caballería, Vala, abandonó a la infantería, dándola por perdida, e intentó llegar al Rin, pero él y sus hombres fueron alcanzados antes y masacrados. McNally, en cambio, cree que Varo, el día 10, le pidió a Vala intentar llegar con los frisios para pedir ayuda o al Rin y pedir a Asprenas que enviara una de sus legiones para salvarlos. El gobernador bien pudo saber que, si resistían lo suficiente mientras construían campamentos después de cada jornada de marcha, podían aguantar hasta que llegaran los refuerzos. Pero como contrapuntos, tampoco podía saberse cuáles tribus eran leales y cuáles no y en qué situación estaba su sobrino. Probablemente intentaron huir por la ruta norte, más abierta y que llevaba a los frisios, pero sus hombres y monturas estaban demasiado cansados para salvarse.
No hay claridad sobre los eventos finales. Veleyo Patérculo dice que los legionarios quedaron al mando de dos legados supervivientes, Lucio Egio y un tal Cejonio. El primero negoció una capitulación pero él y sus seguidores fueron torturados y ejecutados, mientras que el segundo murió defendiendo un campamento. McNally cree que probablemente eran praefecti castrorum de las legiones XVII y XVIII, respectivamente. Es probable que Egio haya quedado al mando del primer grupo de sobrevivientes y Cejonio del segundo.
El grupo de Cejonio debió ser forzado a volver al campamento. Probablemente los últimos centenares de supervivientes, la mayoría heridos, intentó parapetarse o negociar, pero finalmente fueron exterminados. Entre tanto, el cuerpo de Egio seguía en su desesperado asalto de la empalizada enemiga, sin embargo, muchos de sus hombres estaban ocupados sirviendo de rampa para los que luchaban. Mientras los germanos podían reemplazar fácilmente sus bajas, cada legionario caído era una merma en el ataque. Fue entonces cuando empezaron a llegar algunos sobrevivientes del grupo de Cejonio, avisándoles de la suerte de sus compañeros, y Egio comprendió que la empalizada era una distracción para permitir la matanza del segundo cuerpo. Ordenó cesar el asalto y atravesar el cuello de botella a toda velocidad bajo una lluvia de rocas, jabalinas y otros proyectiles de la empalizada. Fueron diezmados y pronto sufrieron nuevos ataques en el sendero, ya que posiblemente los queruscos de Arminio ya se habían sumado a sus aliados. Finalmente, la columna se fragmentó en pequeños destacamentos que fueron rodeados y masacrados.
Pequeños grupos se escabulleron por la región y fueron cazados en las jornadas posteriores. Algunos lograron llegar a Castra Vetera tras recorrer sigilosamente los bosques.

## Consecuencias

### Bajas

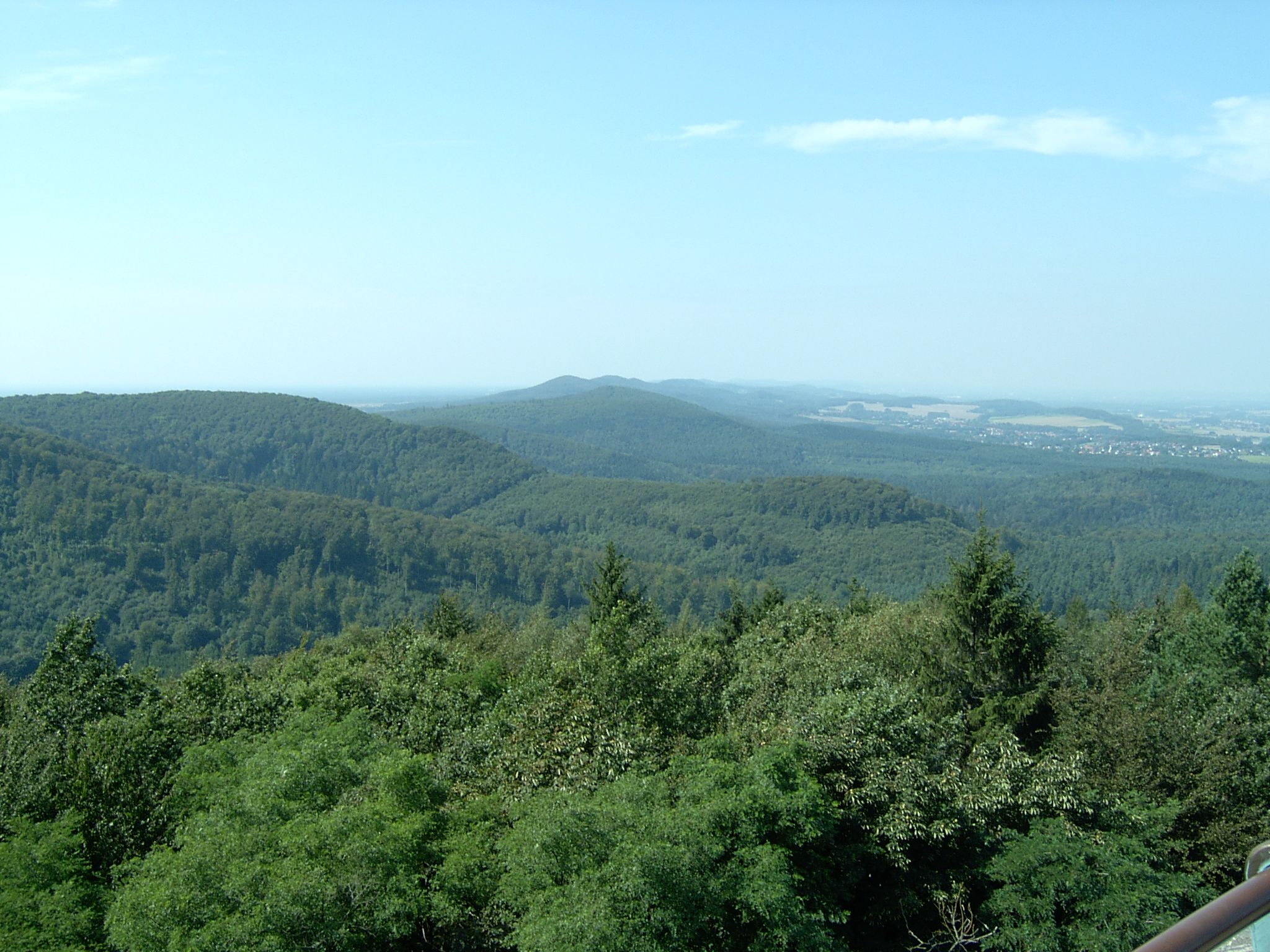
El bosque de Teutoburgo visto desde el Hermannsdenkmal.

A los funcionarios capturados les sacaron los ojos, cortaron manos y lengua y cosieron la boca. Los bárbaros se burlaban diciéndoles: «Por fin, víbora, has dejado de silbar». Los tribunos y centuriones fueron sacrificados en altares construidos en el bosque. Sobre la base de los hallazgos arqueológicos en el sitio: hasta 2003 se habían desenterrado 17 000 esqueletos, de los que unos 16 000 eran legionarios o auxiliares según el equipamiento que llevaban puesto. Sobre el número de muertos, el historiador británico Adrian Goldsworthy cree que toda estimación debe ir entre los 15 000 y 20 000 romanos y auxiliares muertos. No hay datos sobre las bajas germanas, aunque Wells cree que debieron ser unos pocos cientos.
Las fuentes romanas tienden a hacer caer todo el peso del desastre sobre Varo, acusándolo de negligente, aparte de la habilidad del enemigo y la dificultad del terreno. El gobernador acabó convirtiéndose en el chivo expiatorio de la derrota, y de hecho, en las crónicas romanas la derrota se llama Clades Variana, «desastre de Varo», siguiendo la costumbre de atribuir la culpa a un único personaje. Sin embargo, algunas fuentes dicen que él era un soldado y político capaz, no el corrupto e incompetente que usualmente se sostiene. También tiene responsabilidad el mismo emperador y su deseo de expandir las fronteras a cualquier precio.
Historiadores modernos critican mucho a Patérculo, el cronista que más duramente ataca la figura de Varo. Sostienen que este historiador pretendía justificar las acciones de su amigo Lucio Elio Sejano, el tiránico jefe de la Guardia Pretoriana que manejó Roma a finales del reinado de Tiberio y que en el año 26 desterró a Claudia Pulcra, viuda del difunto gobernador, bajo unos dudosos cargos de traición. Al año siguiente también eliminó al hijo de Varo, de igual nombre, en similares circunstancias.
El cuerpo de Varo fue desenterrado, porque antes de acabar la batalla se le dio sepultura, quemado y decapitado. Su cabeza fue enviada a Marbod, quien se la envió a Augusto, recibiendo un entierro digno de su cuna. No se sabe si fue un gesto de Arminio para atemorizar o ganarse el apoyo de los marcomanos.
Fue la mayor derrota romana desde Carras.

### Reacción romana

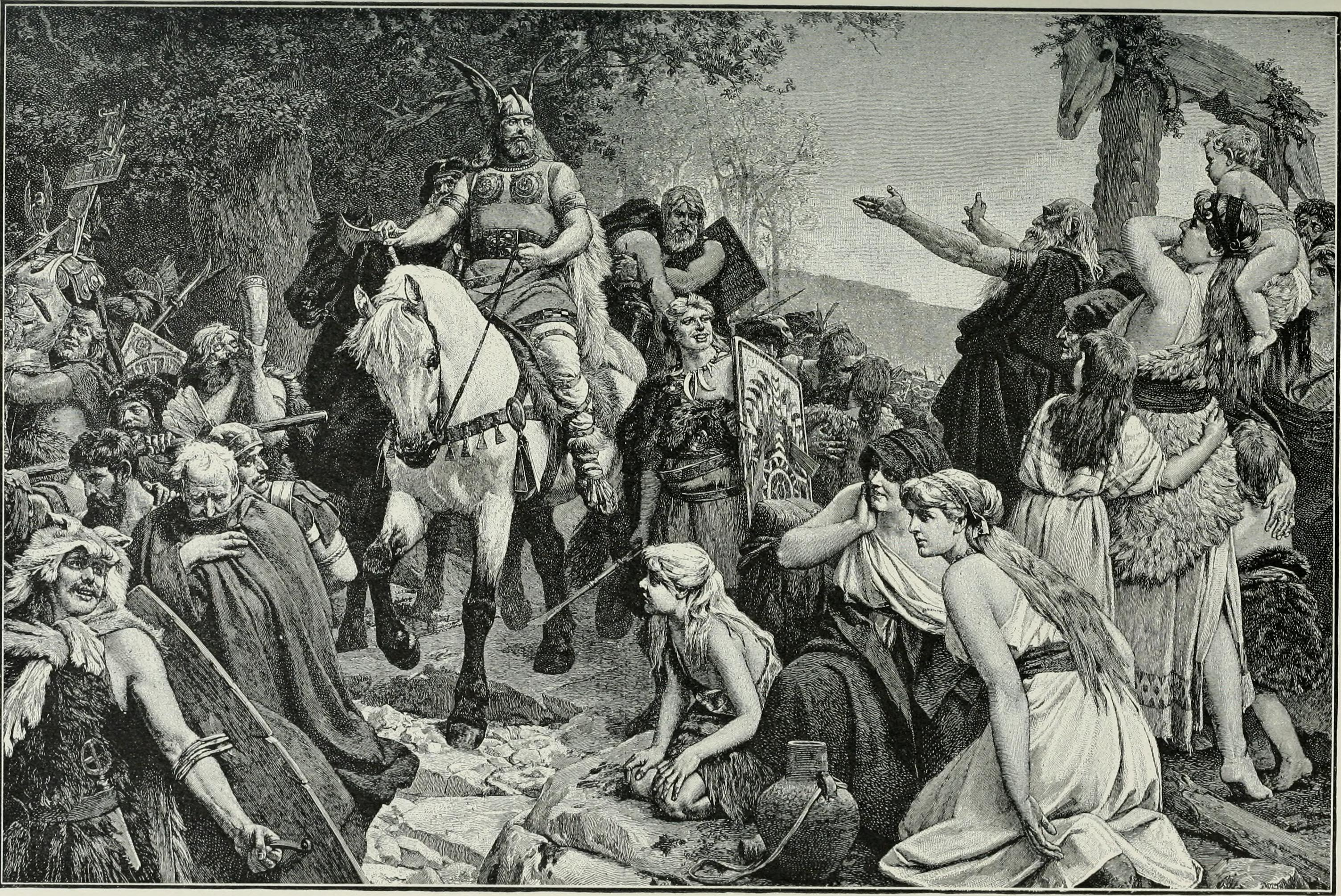
Representación de Arminio volviendo triunfante con los queruscos.

Cuando le llegaron las noticias, cinco días después de acabar la guerra en Iliria, el emperador Augusto rasgó sus vestiduras y temió que los germanos invadieran la Galia e incluso Italia, por lo que decidió ordenar la movilización forzada (al no haber suficientes voluntarios) de ciudadanos. Hizo matar algunos desertores y reticentes, enviando a los reclutas con Tiberio en las fronteras. Durante varios meses no se cortó ni la barba ni el pelo y a veces se golpeaba la cabeza con las paredes gritando: «¡Quintilio Varo, devuélveme mis legiones!». También hizo desarmar y expulsar de la capital a sus guardaespaldas germanos.
Augusto se calmó una vez quedó claro que los bárbaros no cruzarían el Rin y llegó la noticia de que algunos soldados sobrevivieron. Sin embargo, se prohibieron los festejos. Se atribuyó el desastre a un castigo divino por las siguientes señales: el templo de Marte fue alcanzado por un rayo, un enjambre de langostas voló sobre Roma pero fue devorado por golondrinas, se vieron tres columnas de fuego sobre los Alpes, en muchos lugares se vio arder el cielo, cometas se veían sobre los campamentos romanos, abejas invadían los altares rurales, etcétera. Durante el resto de sus días, Augusto conmemoró el aniversario del desastre vistiendo de luto.
Cuando regresó de la campaña iliria, Tiberio no celebró un triunfo por el luto en la ciudad tras el desastre, aunque igualmente entró con una púrpura de victoria.

### Respuesta de Tiberio

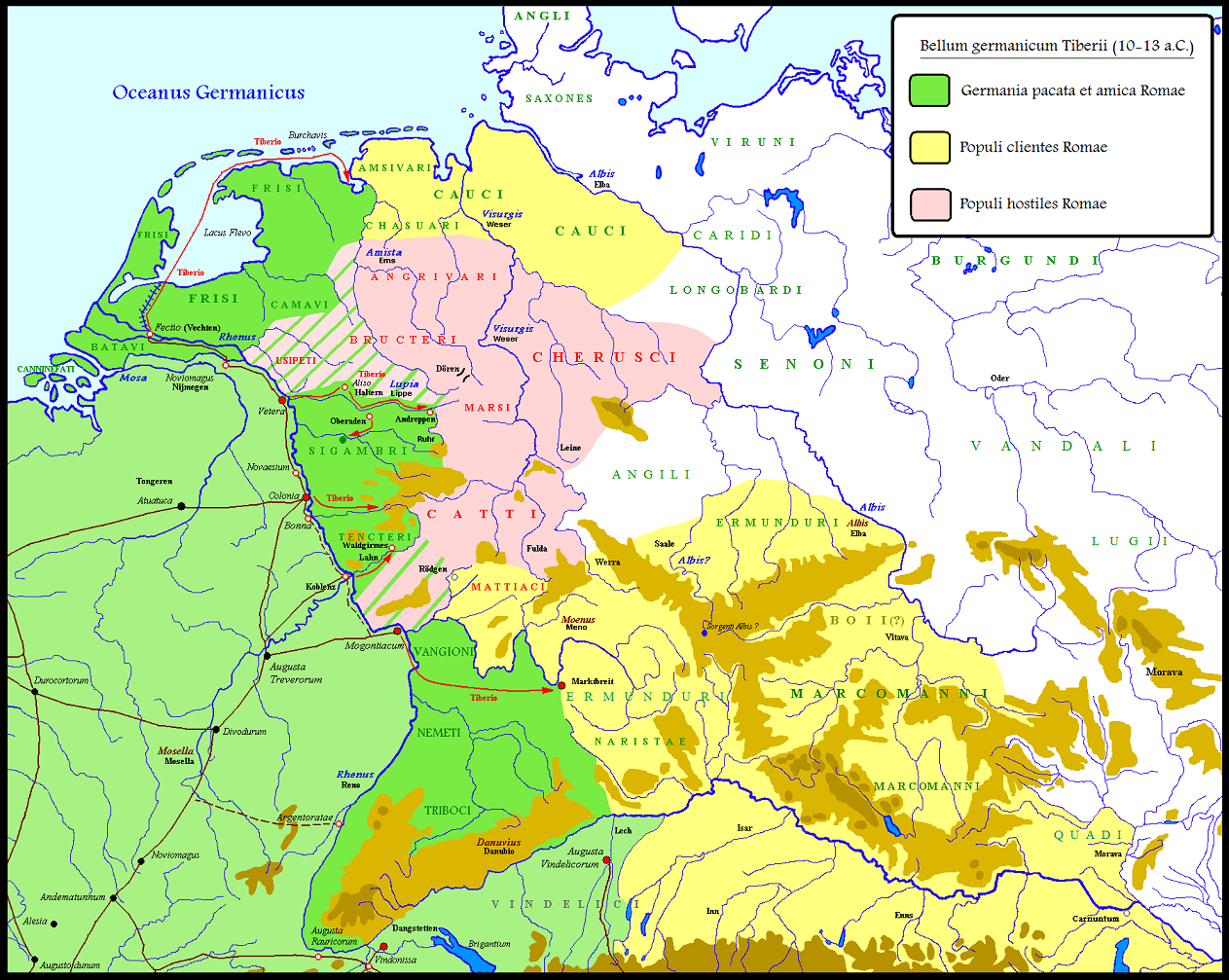
Mapa de las campañas que realizó Tiberio para castigar a los germanos. En verde el territorio romano y las tribus sometidas a su autoridad, en rosado las tribus enemigas del Imperio y en amarillo las que se pusieron del lado de Roma.

El Imperio vio retroceder su frontera al Rin. Todos los germanos antes leales a Roma se rebelaron y se hicieron con todas las fortalezas romanas al este de ese río excepto una, que resistió los numerosos ataques por contar con gran número de arqueros. Era el fuerte de Aliso, cuyos defensores eran dirigidos por el prefecto Lucio Cedicio. La guarnición, compuesta probablemente de dos cohortes y una o dos unidades auxiliares, hizo numerosas salidas para debilitar a los bárbaros. Poco después llegaron noticias de que el Imperio había fortalecido sus guarniciones en la frontera y Tiberio se aproximaba con un gran ejército, y así abandonaron el asedio. Sin embargo, la ayuda no llegó y las provisiones acabaron por agotarse.
Sucedía que Tiberio se limitó a impedir que el enemigo cruzara el Rin, contentándose a vigilarlo, calmar la Galia y distribuir sus refuerzos entre las guarniciones. Al parecer siguiendo los deseos de Augusto. Entre tanto, Asprenate se había dedicado con su ejército a calmar la Galia y fue el primero en reforzar la frontera de la Germania Inferior con sus legiones. Llegó a Castra Velera, punto clave donde había un gran puente que requería una fuerte guarnición.
La guarnición decidió escapar de noche, logrando eludir las primeras dos posiciones enemigas, pero entonces el ruido de las mujeres y niños que los acompañaban alertó a los bárbaros, que los atacaron. Todos los romanos habrían perecido si los germanos no se hubieran distraído en repartirse el botín. Los sobrevivientes lograron escapar y Asprenate, enterado de lo sucedido, les envió ayuda. Los germanos tomaron algunos prisioneros, cuyos parientes lograron liberar previo pago.
Un año después del desastre, Tiberio decidió cruzar el Rin para castigar a los bárbaros, arrasando todo hasta el Lippe, planificando cuidadosamente la acción y reduciendo al mínimo el bagaje. Cada noche se acampaba con mucha vigilancia y con los vigías atentos a toda sorpresa. Impuso una estricta disciplina a su ejército y combatió solo cuando se sentía seguro de vencer, consiguiendo varias victorias menores, aunque casi lo asesinó un brúctero, quien se infiltró entre sus siervos pero fue detectado por su nerviosismo y torturado para que confesara. Acompañado de Germánico, fue incapaz de ganar ninguna gran batalla ni someter a tribu alguna. Para evitar un nuevo desastre no se alejaron mucho del Rin y permanecieron en territorio enemigo hasta el otoño. Tiberio se limitó a quemar aldeas y cosechas antes de regresar a los cuarteles invernales. Estas campañas se concentraron en territorio de los marsos y brúcteros y junto a la alianza de los marcomanos con Roma, impidieron la invasión germana de la Galia.
En la temporada siguiente Tiberio volvió a realizar sus campañas de castigo utilizando fuerzas terrestres y navales, pero como la Galia estaba asegurada y habían estallado conflictos entre los germanos, decidió cesar. Así, tras dos años de campañas volvió a Roma, donde celebró el triunfo tanto tiempo aplazado.
Tras morir Augusto, en el año 14, el hijo biológico de Druso y adoptivo de Tiberio, Julio César Germánico, cruzó el Rin en una campaña de castigo contra los germanos seguido por ocho legiones, unos 50 000 hombres. Logró encontrar el sitio del desastre y dar sepultura a sus compañeros caídos un año después, recuperó dos de las águilas que depositó en el templo de Júpiter pero no consiguió capturar ni matar a Arminio, aunque le venció en Idistaviso. Estas campañas restauraron el prestigio militar del Imperio, aunque los números de las legiones aniquiladas no volvieron a ser utilizados. Probablemente esto se debió a que, como desde finales de la República la suerte de las legiones estaba asociada a las habilidades de su comandante, la reconstrucción de esas unidades sería un permanente recuerdo de que Augusto había fallado en su deber como jefe de Estado y comandante del ejército, así que se consideró mejor eliminarlas de las listas imperiales.

### Germania después de la batalla

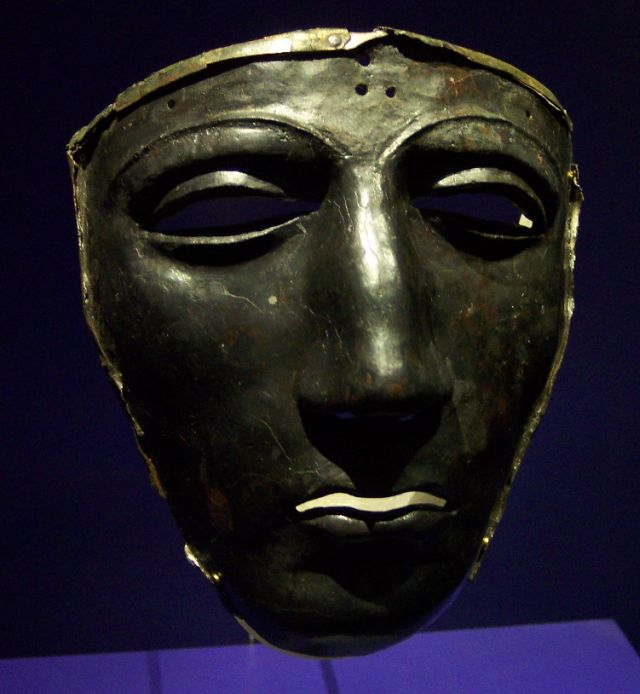
Máscara ceremonial romana encontrada en el lugar de la batalla en la colina Kalkriese.

Respecto a la importancia histórica de la emboscada, el debate viene desde la Antigüedad. El cronista Floro dijo: «El resultado de este desastre fue que el Imperio, que no se había detenido en las orillas del océano, se detendría a orillas del río Rin». Esta postura de considerar el evento decisivo en la historia ha sido seguida por historiadores posteriores. Por ejemplo, según McNally, se abandonó el sueño de conquistar Germania, los costos eran muy altos y las ganancias muy pocas, por lo que se estableció un sistema de empalizadas, torres de vigilancia y campamentos legionarios alternados llamado limes, desde donde se vigilaban los acontecimientos sucedidos al otro lado de la frontera y se realizaban incursiones ocasionales. Por primera vez en su larga historia, los romanos adoptaban una mentalidad defensiva. También está la interpretación de Wells. Para él, se formaba una frontera política que duraría cuatro siglos y una división entre culturas latina y germánica que aún persiste. Si los romanos hubieran conquistado Germania es probable que ni el inglés ni el alemán existieran y las lenguas romances estuvieran mucho más extendidas, jamás ocurrieran la Reforma, la Guerra de los Treinta Años o el largo conflicto entre alemanes y franceses. En cambio, otros como el profesor alemán Werner Eck creen que la derrota no detuvo la estrategia ofensiva en el norte, ni siquiera durante los últimos años del reinado de Augusto.
Desde Tácito se ha descrito a Arminio como «el libertador de Germania». Sin embargo, existen cuestionamientos a esa postura. De partida, ya Dion Casio se quejaba de la falta de fuentes para estudiar los objetivos romanos en la guerra, y el historiador alemán Jürgen Deininger postuló cuatro posibles razones para las campañas: La primera es que sólo se buscaba proteger la Galia mediante la disuasión militar, demostraciones de poder y crear grandes cabezas de puente al este del Rin (suzeranía). Después de la muerte de Varo, el objetivo se limitó a recuperar esas cabezas de puente. La segunda, de que el objetivo surgió durante las campañas y se volvió crear una provincia entre el Rin y el Elba. En cambio, la tercera postula que desde un principio la intención era crear una nueva provincia entre ambos ríos. Por último, la cuarta teoría afirma que el ideal de un imperio universal impulsaba a los romanos a conquistar aún más al este que el Elba, tratando de llevar sus dominios hasta el mar Negro o más allá. También debe tenerse en cuenta que emperadores posteriores pretendieron expandirse en Germania y crear nuevas provincias, como Marco Aurelio con Marcomania y Sarmacia durante las guerras marcomanas, o incursionar profundamente, como Maximino el Tracio contra los alamanes (Harzhorn). Desde este punto de vista, la batalla fue importante, aunque no tanto como a veces se ha señalado. Militarmente hablando: «El poderoso Imperio romano estaba más avergonzado que lisiado».
Germánico, sobrino del nuevo emperador Tiberio, realizó unas campañas de castigo y llegó al Teutobergiensis Saltus, «el bosque de Teutoburgo», dio una sepultura digna a los muertos, rescató a los que habían sido esclavizados y recuperó dos águilas perdidas de las legiones. En cuanto a la distribución política de la región no hubo grandes pérdidas, el dominio real romano solamente abarcaba lo que hoy son los Países Bajos y la costa de Baja Sajonia, territorios que se irían recuperando y perdiendo hasta la caída definitiva del limes. Con respecto al dominio nominal, iría dependiendo del destino de cada tribu. En el caso querusco, esta tribu desaparecería después de ser derrotada por sus antiguos aliados los catos; otras como los sicambrios darían origen a los francos, que se convertirían en sucesores de los romanos con Carlomagno.
Se ha especulado que Varo pudo atrincherarse en una posición fuerte después del primer ataque y resistir con su infantería pesada y arqueros las cargas de los emboscados. Tarde o temprano, incluso los ligeramente armados germanos tendrían que retirarse ante la lluvia. En una batalla defensiva, como las de Cayo Mario contra cimbrios y teutones, el mejor armamento y disciplina de las legiones derrotarían a guerreros cuyo fuerte eran el combate individual y romper la línea enemiga en una temible primera carga. Después Varo hubiera saqueado las aldeas, quemado las reservas de alimento y forzado a los germanos a retirarse a los bosques. Para el año siguiente la alianza estaría deshecha y Augusto habría comprendido que necesitaba una guarnición mayor en la zona. Sin embargo, el dominio romano pudo desaparecer de todas formas con el motín de las tropas en el año 14 o por la guerra civil del 69, que sin duda hubieran desguarnecido la provincia, provocando rebeliones, probablemente apoyadas por las tribus al este del Elba.

### Duración de la batalla
Recientemente han surgido críticas a la idea tradicional de que la batalla duró varios días. Basado en Wells, Venckus cree que duró solamente una tarde, que las legiones fueron incapaces de organizar una defensa y fueron masacradas en ese tiempo.
Sin embargo, reconoce que su punto de vista es minoritario. Por ejemplo, Murdoch cree, siguiendo la crónica de Dion Casio, que la batalla duró cuatro días y que los romanos construyeron un campamento en cada día para defenderse en su retirada a Castra Vetera. Sin embargo, ningún campamento romano se ha encontrado cerca del área de la batalla, contradiciendo el relato de los cronistas, como Tácito, quien dijo que Germánico se encontró años después con los restos de los campamentos romanos construidos durante la marcha; además de las empalizadas germanas y otros sitios clave. Venckus también señala que después de una marcha diaria de 30 km, los romanos siempre construían un campamento al atardecer para pasar la noche seguros. Este proceso tomaba entre tres y cinco horas en circunstancias normales, pero en este caso debían hacerlo en un bosque pantanoso, con feroces tormentas, bajo una lluvia de proyectiles y rechazando continuas cargas del enemigo, lo que hacía aún más lento el proceso. Es más, debían marchar con orden defensivo hasta encontrar un terreno adecuado para la construcción y todo en un área que no conocían.
Las crónicas cuentan que los guerreros germanos preferían saquear un campamento a perseguir al enemigo derrotado, como sucedió en la batalla de los Puentes Largos, cuando se dedicaron a saquear los carromatos y permitieron a los legionarios reorganizarse en una posición defensiva y sobrevivir. Por ello, Venckus cree que es improbable que los bárbaros siguieran atacando por varias jornadas. Por último, la noción de una emboscada cuidadosamente planificada por Arminio y sus seguidores encaja mejor con el escenario planteado por Venckus. El caudillo querusco eligió el terreno ideal y sincronizó su ataque con el momento de mayor debilidad de las legiones.

### Mito del nacionalismo alemán

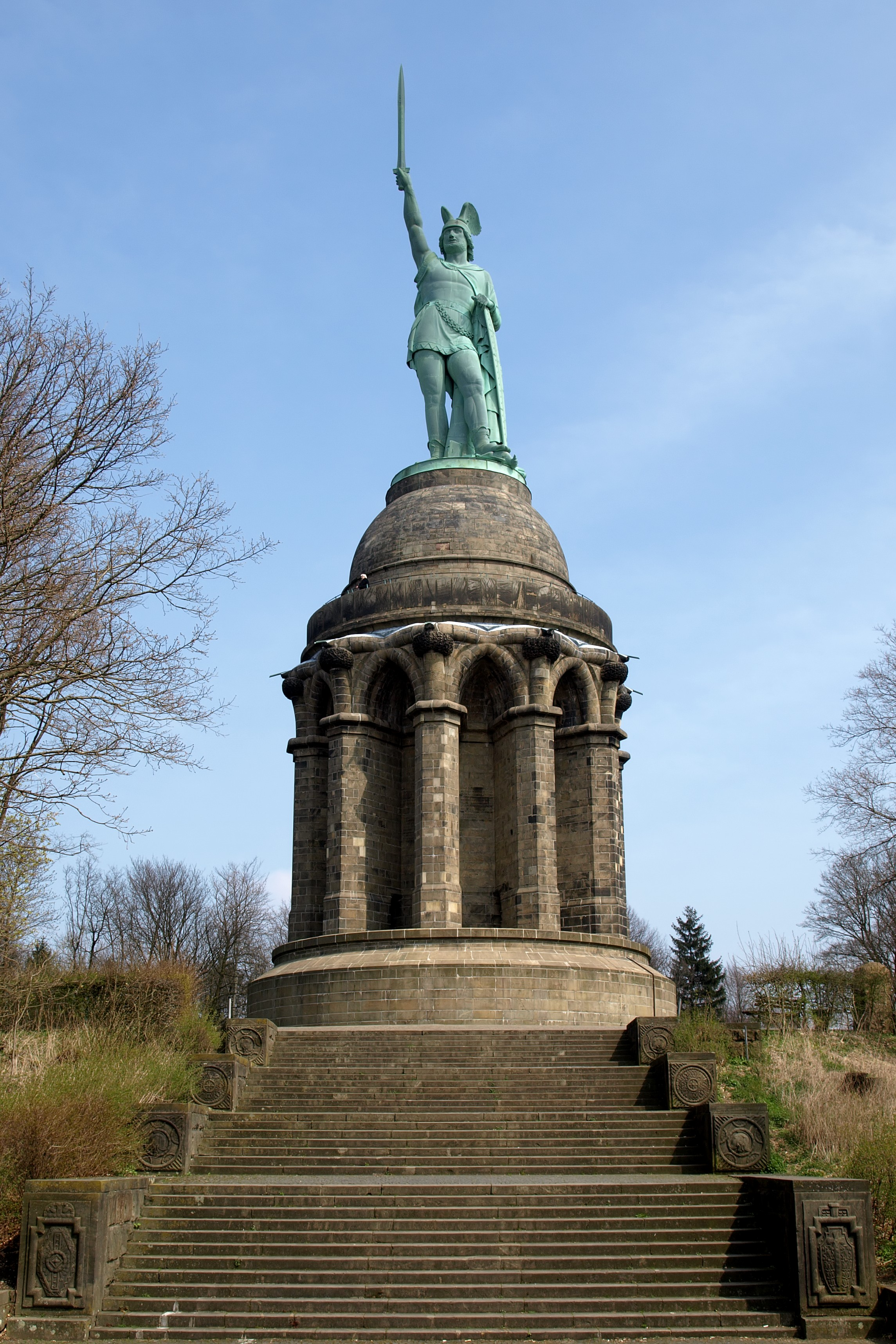
El Hermannsdenkmal, monumento levantado en memoria de Arminio (Hermann) en la parte sur del bosque de Teutoburgo.

En el contexto del surgimiento nacionalista alemán de la segunda mitad del siglo XIX, los propagandistas convirtieron a Arminio y a Varo en símbolos de una eterna oposición entre los «nobles salvajes» germánicos y sus enemigos latinos, evocando la rivalidad entre el Imperio alemán y Francia afirmada tras la guerra franco-prusiana en 1870. En 1875 se construyó en Grotenburg una estatua de Arminio de 17 m cuya espada apunta hacia Francia, obra de Ernst von Bandel, sobre un pedestal de 30 m, conocida popularmente por el nombre de Hermann, versión alemana de Armin o Arminio (al ser un nombre latino), que inventó Martín Lutero para el personaje y se usó frecuentemente por los nacionalistas alemanes hasta mediados del siglo XX. Tras la caída del nazismo, la figura de Arminio, muy usada por esa ideología, sufrió cierto ostracismo y hoy es poco conocida por los alemanes.

## En la ficción

### Literatura
- En la Antigüedad se mencionó este desastre en los poemas Tristes de Ovidio y Astronómica de Manilio. También en la sección 10 de la carta 47 de las Cartas a Lucilio de Séneca.
- Nicola Porpora compuso una ópera basada en estos hechos, Germánico in Germania (1732), hecha para la tesitura de Caffarelli.
- El poeta alemán Friedrich Gottlieb Klopstock escribió las obras Hermanns Schlacht (1769) y Hermann und die Fürsten (1784) acerca de Arminio.
- Jörg Kastner dedicó varias novelas a las generaciones de queruscos llamadas Thorag oder Die Rückkehr des Germanen (1996), Der Adler des Germanicus (1997), Marbod oder Die Zwietracht der Germanen (1998), Die Germanen von Ravenna (1999) y Arminius – Fürst der Germanen (2001).
- Amédiche escribió una novela, El brillo del águila, en 2003, donde recrea en parte la expedición de Germánico.
- Valerio Massimo Manfredi recrea los prolegómenos de la batalla así como el conflicto en sí en su novela titulada Teutoburgo, de 2016.
- El escritor argentino Jorge Luis Borges menciona la legendaria batalla del bosque en el cuento Deutsches Requiem que integra el volumen El Aleph (1949).

### Filmografía
Cine y televisión 
| Título                                                                                          | Estreno | País                       | Director                                            | Rol de Arminio   | Rol de Varo       |
| ----------------------------------------------------------------------------------------------- | ------- | -------------------------- | --------------------------------------------------- | ---------------- | ----------------- |
| Die Hermannschlacht (IMDb)                                                                      | 1924    | República de Weimar        | Leo König                                           | Georg Schmieter  | de Stefano-Vitate |
| Il massacro della foresta nera/ Hermann der Cherusker – Die Schlacht im Teutoburger Wald (IMDb) | 1967    | Alemania Occidental Italia | Fernando Baldi                                      | Hans von Borsody | Remo de Angelis   |
| Die Hermannsschlacht (IMDb)                                                                     | 1996    | Alemania                   | Christian Deckert Hartmut Kiesel                    | Stefan Mischer   | Hartmut Neuber    |
| Barbaren (serie) (IMDb)                                                                         | 2020    | Alemania                   | Andreas Heckmann / Arne Nolting / Jan Martin Scharf | Laurence Rupp    | Gaetano Aronica   |

## Rastros arqueológicos
El sitio exacto de la batalla fue desconocido durante mucho tiempo, habiéndose propuesto un gran número de emplazamientos posibles. El historiador alemán Mommsen ubicó la batalla cerca de las fuentes del río Hunte, al norte de Osnabrück y lejos de las colinas; pero la mayoría de los eruditos preferían algún sitio en la parte central de la cadena montañosa boscosa de Teutoburgo, de 110 km de largo y de unos 10 km de ancho.
Hasta que en 1987 un arqueólogo aficionado británico, Anthony Clunn, encontró 162 monedas romanas conocidas como denarios y tres bolas de plomo del tipo usado en las hondas del ejército romano, y la posterior investigación a cargo de los arqueólogos profesionales dirigidos por Wolfgang Schlüter condujo a una prueba convincente de que la batalla tuvo lugar al norte de la colina Kalkriese, entre los pueblos de Engter y Venne, en el borde norte del bosque de Teutoburgo (Teutoburger Wald), 15,5 km al nornoroeste de la moderna ciudad de Osnabrück, y 180 km al noreste de Colonia, Alemania. El sitio es uno de los pocos lugares donde los arqueólogos han descubierto el lugar de una batalla abierta. Estas excavaciones y los hallazgos efectuados han contribuido decisivamente a la comprensión de lo que pasó en la emboscada. Hasta 2010 se contabilizaban 1500 monedas y 5000 fragmentos de equipo militar romano se habían encontrado en un área de 30 km². También se encontraron restos de animales, especialmente mulas, arneses de equinos y unas pocas piezas de carromatos.
En el lugar de la emboscada se ha construido un museo que alberga buena parte de los descubrimientos hechos en las excavaciones, así como representaciones de la batalla y dioramas.

### Clásicas
En las referencias se indicarán los libros con números romanos y los capítulos y/o párrafos con números indios. 
- Dion Casio. Historia romana. Libros LIII, LV y LVI. Digitalizado por UChicago. Basado en el volumen VII de edición de Loeb Classical Library, traducción griego antiguo-inglés por Earnest Cary, Harvard University Press, 1924.
- Estrabón. Geografía. Libro VII. Digitalizado por UChicago. Basado en traducción griego antiguo-inglés por H. L. Jones, Harvard University Press, volumen III de Loeb Classical Library, 1924.
- Flavio Eutropio. Compendio de la Historia romana. Digitalizado en latín por The Latin Library. Véase libro VII.
- Flavio Josefo. La guerra de los judíos. Libro III. Digitalizado por Archive. Basado en traducción latín-inglés por J. Thackeray, volumen II de las obras de Josefo por la Loeb Classical Library, Harvard University Press, 1956, pp. 610–615.
- Floro. Epítome. Libro II. Digitalizado por UChicago. Basado en traducción latín-inglés por E. S. Forster, edición de Loeb Classical Library, 1929.
- Hazañas del Divino Augusto (RGDA, Res gestae Divi Augusti). Digitalizado por UChicago. Basado en edición de Loeb Classical Library, traducción latín-inglés por Frederick W. Shipley, 1924.
- Herodiano. Historia. Libro VII. Digitalizado por Livius. Basado en traducción griego-inglés por Edward C. Echols, 1961. Notas de Jona Lendering.
- Historia Augusta (HA).
  - La vida de Marco Aurelio. Digitalizado en UChicago (partes 1 y 2). Basado en traducción latín-inglés por David Magie, 1921, Cambridge: Harvard University Press, Volumen I de Loeb Classical Library.
  - La vida de los dos Maximianos. Digitalizado por UChicago. Basado en traducción latín-inglés por David Magie, 1924, Cambridge: Harvard University Press, Volumen II de Loeb Classical Library.
- Paulo Orosio. Historia contra los paganos. Traducción latín-inglés, introducción y notas por A. T. Fear, 2010, Liverpool University Press,  ISBN 9781846312397. Véase Libro VI. Versión en latín de Attalus, basada en edición de Karl Friedrich Wilhelm Zangemeister, 1889, Viena, corregida por Max Bänziger.
- Suetonio. El divino Augusto. Libro II de Vidas de los doce césares. Digitalizado por UChicago. Basado en traducción latín-inglés por J. C. Rolfe, Loeb Classical Library, 1913.
- Suetonio. El divino Tiberio. Libro III de Vidas de los doce césares. Digitalizado por UChicago. Basado en traducción latín-inglés por J. C. Rolfe, Loeb Classical Library, 1913.
- Tácito. Anales. Libros I, II y XII. Digitalización en Google Books. Basada en traducción latín-inglés, notas e introducción por A. J. Woodman, Hackett Publishing, p. 8, 2004. Véanse versiones completas de:
  - Digitalización de Perseus. Traducción latín-inglés por Alfred John Church, edición de William Jackson Brodribb & Sara Bryant, Nueva York: Random House, 1942.
  - Digitalización de UChicago. Basada en traducción latín-inglés por J. Jackson, volumen III de Loeb Classical Library, 1931.
  - Digitalización de Google Books. Basada en edición latina y traducción latín-catalán por Ferran Soldevila, volumen I, Barcelona: Fundació Bernat Metge, 1930.
- Tácito. Germania. Digitalizada por Perseus. Basada en traducción latín-inglés por Alfred John Church, edición de William Jackson Brodribb & Lisa Cerrato, Nueva York: Random House, 1942. Versión en latín por Perseus, basada en edición de Henry Furneaux, Oxford: Clarendon Press, 1900.
- Veleyo Patérculo. Compendio de la Historia romana. Digitalizado en inglés por Bill Mayer en UChicago. Véase Libro II. Basado en la obra de 1924, por la Loeb Classical Library, traducción latín-inglés y edición por Frederick W. Shipley.

### Historiografía
- Abdale, Jason R. (2016). Four Days in September: The Battle of Teutoburg. Pen & Sword Military. ISBN 9781473860858.
- Ball, Joanne Elizabeth (2016). Collecting the Field: A Methodological Reassessment of Greek and Roman Battlefield Archaeology. University of Liverpool.
- Birley, Anthony Richard (2001). Marcus Aurelius: A Biography (enlace roto disponible en Internet Archive; véase el historial, la primera versión y la última).. Taylor & Francis e-Library. ISBN 978-0-415-17125-0.
- Davis, Paul K. (2001). 100 decisive battles: from ancient times to the present. Nueva York: Oxford University Press. ISBN 0-19-514366-3.
- Deininger, Jürgen (2000). "Germaniam pacare. Zur neueren Diskussion über die Strategie des Augustus gegenüber Germanien". En: Chiron, núm. 30, pp. 749–773.
- Delbrück, Hans (1990). History of the art of war: The Barbarian Invasion. Uiversity of Nebraska Press. Traducción alemán-inglés de Water J. Renfroe Jr. ISBN 9780803292000.
- Esteban Ribas, Alberto Raúl (2014). "El desastre de Varo en Germania". Historia Rei Militaris: Historia Militar, Política y Social (HRM), N.º 7, pp. 58–70. ISSN-e 2254-7681.
- Gabriel, Richard A. & Donald W. Boose Jr. (1994). The Great Battles of Antiquity: A Strategic and Tactical Guide to Great Battles that Shaped the Development of War. Greenwood Press. ISBN 9780313289309.
- Gibson, Alisdair (2013). The Julio-Claudian Succession: Reality and Perception of the "Augustan Model". Brill. ISBN 978-90-04-23191-7.
- Goldsworthy, Adrian Keith (2007). Grandes generales del ejército romano. Madrid: Ed. Ariel S.A. 3.ª edición. Traducción inglés-español por Ignacio Hierro Grandoso. ISBN 978-84-344-6770-5.
- Goldsworthy, Adrian Keith (2009). La caída del Imperio Romano: el ocaso de Occidente. Madrid: La Esfera de los Libros. Traducción inglés-español por Teresa Martín Lorenzo. ISBN 9788497348645.
- Grant, R. G. (2007). Batalla: El recorrido visual más completo a través de 5000 años de combates. Editorial Pearson Educación. Prólogo de Dan Snow. ISBN 978-84-205-5295-3.
- Heather, Peter (2007). The Fall of the Roman Empire: A New History of Rome and the Barbarians. Oxford University Press. ISBN 9780195325416.
- Horton, Tom (2010). History's Lost Moments: The Stories Your Teacher Never Told You. Victoria: Trafford Publishing. 978-1-4269-1968-8.
- James, Simon & Stefan Krmnicek (2020). The Oxford Handbook of the Archaeology of Roman Germany. Oxford: Oxford University Press. ISBN 9780191644023.
- Knoke, Friedrich (1899). Das Schlachtfeld im Teutoburger Walde: eine Erwiderung. Berlín: Universitätsbibliothek.
- Kovaliov, Serguei Ivanovich (1998). Historia de Roma. Traducción ruso-español por Domingo Plácido. Madrid: Akal Ediciones. ISBN 978-84-460-2822-2.
- Lacey, James; Murray, Williamson (2013). Moment of Battle: The Twenty Clashes that Changed the World. Bantam Books. ISBN 9780345526977.
- Luttwak, Edward N. (1976). The Grand Strategy of the Roman Empire from the First Century A.D. to the Third. Johns Hopkins University Press.
- McNally, Michael (2007). Teutoburg Forest AD 9: The destruction of Varus and his legions. Ilustración de Peter Dennis. Osprey Publishing. ISBN 8601404346743.
- Milisauskas, Sarunas (2002). European prehistory: a survey. Nueva York: Kluwer Academic/Plenum Publishers. ISBN HB 0-306-46793-3.
- Mommsen, Theodor (2003). Historia de Roma: Fundación de la Monarquía Militar. Tomo V. Ediciones Turner, S.L. Edición A. García Moreno. Traducción inglés-español por Luis Alberto Romero. ISBN 978-84-7506-608-0.
- Murdoch, Adrian (2006). Rome’s Greatest Defeat. Massacre in the Teutoburg Forest. Gloucestershire: Sutton. ISBN 0-7509-4015-8.
- Mustafa, Sam A. (2011). Germany in the modern world: a new history. Lanham: Rowman & Littlefield. ISBN 978-0-7425-6802-0.
- Panhorst, Annette (2010). Looting of Bones in the Teutoburg Forest. Berlín: BoD – Books on Demand. ISBN 978-3-8391-6546-1.
- Powell, Lindsay (2014). Roman Soldier vs Germanic Warrior: 1st Century AD. Bloomsbury Publishing. ISBN 9781472803504.
- Rost, Achim & Sussane Wilbers-Rost (2010). "Weapons at the Battlefield of Kalkriese". Gladius, Núm. 30, pp. 117–136. ISSN 0436-029X.
- Scardigli, Barbara (1998). "I. Geschichte. B. Germania (Provinzname) - Germania Magna". En Beck, Heinrich; Geuenich, Dieter; Steuer, Heiko (editores). Germanen, Germania, Germanische Altertumskunde, Vol. 11, Walter de Gruyter, pp. 245–257. ISBN 3110158329.
- Seager, Robin (2008). Tiberius. John Wiley & Sons. ISBN 9780470775417.
- Smith, Thomas (1861). Arminius: a history of the German people and of their legal and constitutional customs, from the days of Julius Cæsar to the time of Charlemagne. Londres: James Blackwood. Edición de Francis Smith.
- Syme, Ronald (1993). The Roman Revolution. Oxford University Press. ISBN 0198810016.
- Townsend, Kevin (2009). The Teutoburger Wald. Time Machine Miniatures.
- Turner, Brian David (2010). Military defeats, casualties of war and the success of Rome. Chapel Hill: Universidad de Carolina del Norte en Chapel Hill.
- Venckus, James L. (2009). Rome In The Teutoburg Forest. Fort Leavenworth: University of Illinois.
- Wardle, David (2011). "The Blame Game: An Aspect of Handling Military Defeat in the Early Principate". Hermes: Zeitschrift fur klassische philologie, vol. 139, núm. 1, pp. 42–50. ISSN 0018-0777.
- Wells, Peter S. (2003). The Battle That Stopped Rome. Norton. ISBN 9780393326437.
- Wells, Peter S. (2004). La battaglia che fermò l'impero romano. La disfatta di Q. Varo nella Selva di Teutoburgo. Milán: il Saggiatore. Traducción inglés-italiano por Daniele Ballarini. ISBN 88-428-0996-9.
- Wilms, Albert (2011). Die Schlacht im Teutoburger Walde. Paderborn: Books on Demand. ISBN 9783863823320.